# Zamek Królewski na Wawelu
Zamek Królewski na Wawelu – zabytkowy zamek obronno-rezydencyjny w Krakowie, na wzgórzu Wawelskim.
Ma w nim siedzibę instytucja Państwowe Zbiory Sztuki – Zamek Królewski na Wawelu, muzeum o powierzchni 7040 m² z 71 salami wystawowymi.

## Historia

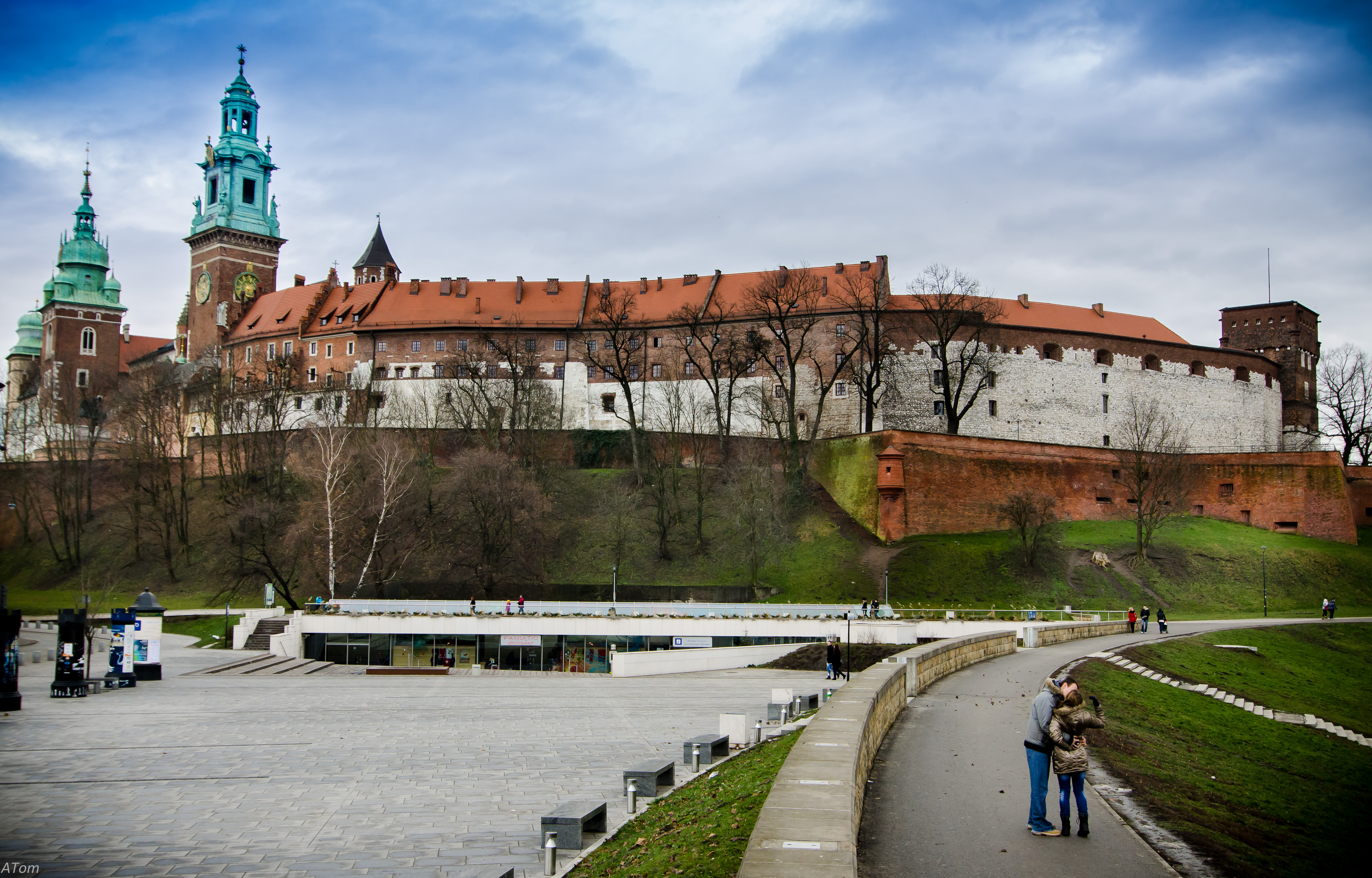
Wawel z bulwarów Wisły

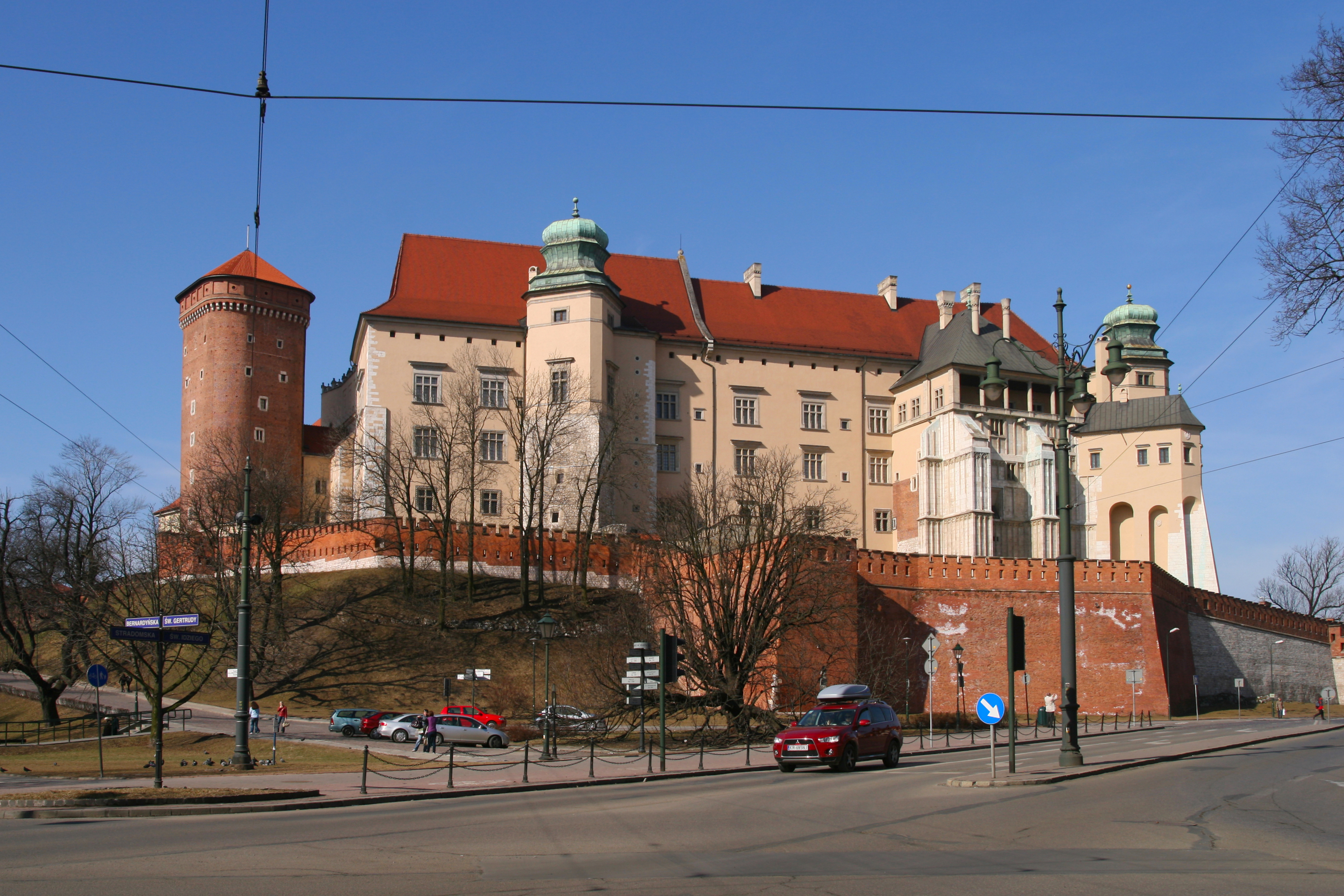
Zamek królewski od wschodu

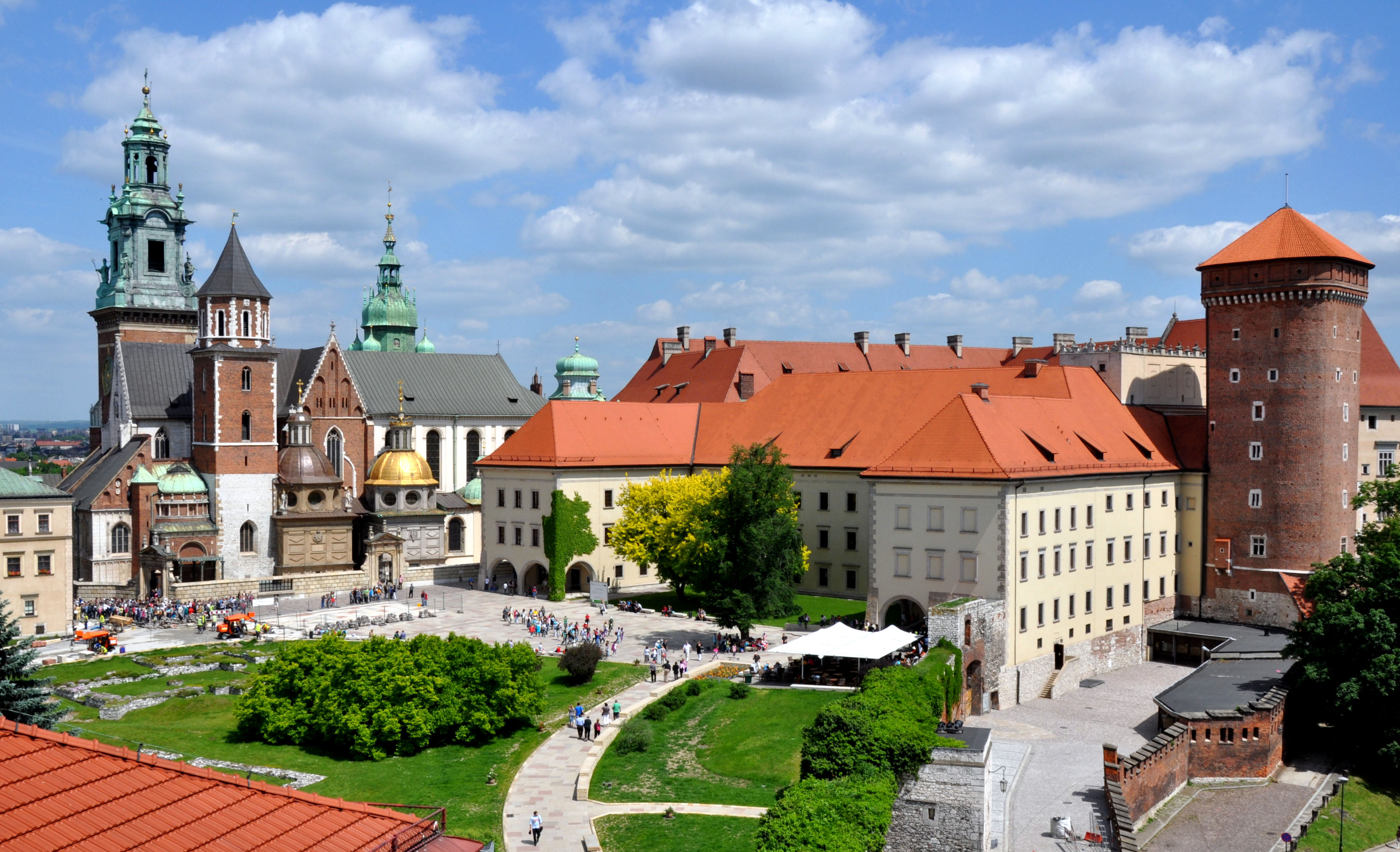
Widok na dziedziniec zewnętrzny i katedrę

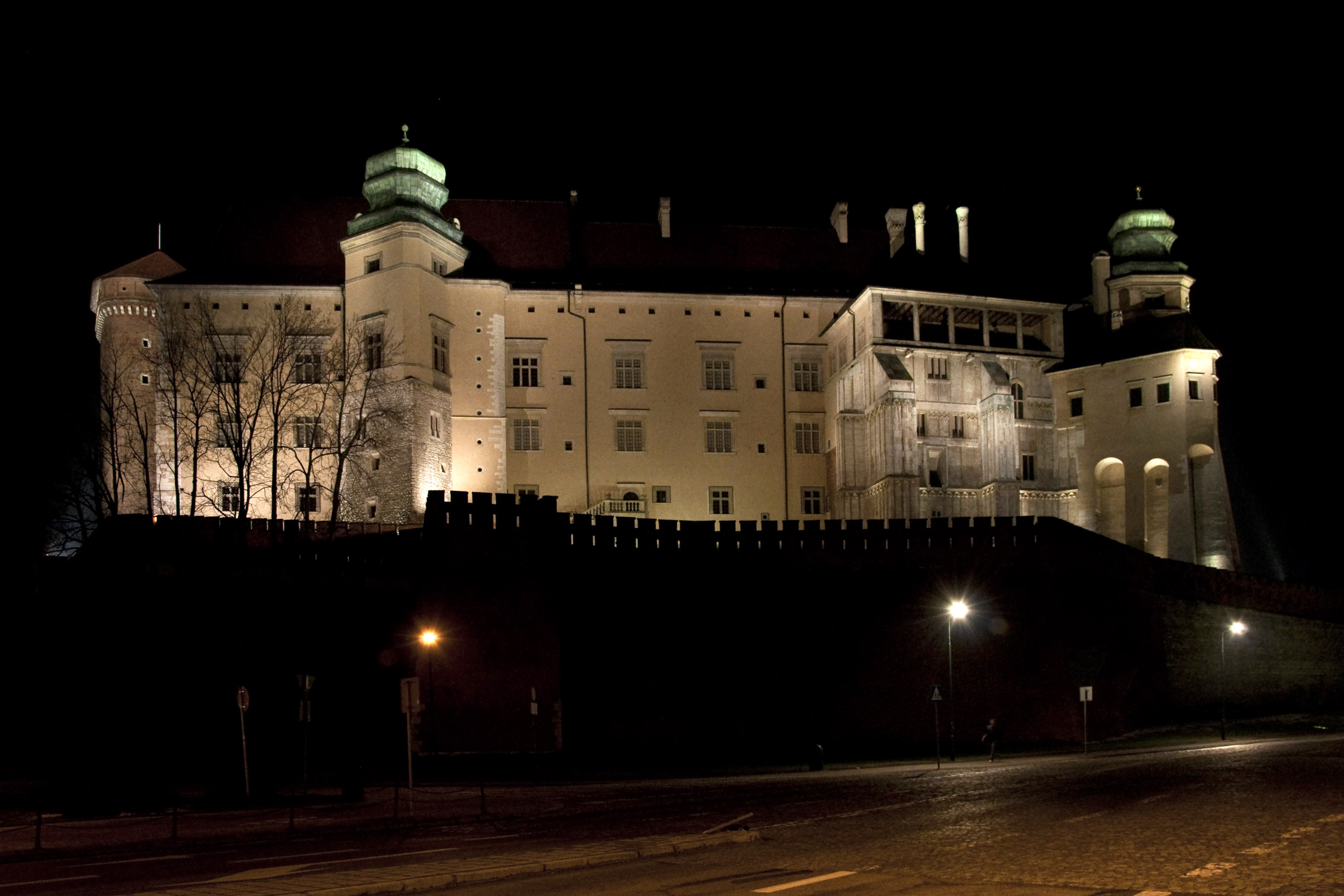
Iluminacja zamku od strony ulicy Grodzkiej

Zamek był na przestrzeni wieków wielokrotnie rozbudowywany i odnawiany. Liczne pożary, grabieże i przemarsze obcych wojsk, połączone z niszczeniem rezydencji powodowały, iż obiekt wielokrotnie odbudowywano w nowych stylach architektonicznych oraz remontowano jego szatę zewnętrzną, a także przekształcano i zmieniano wygląd i wyposażenie wnętrz.

### Wiek XI – XIII
Na terenie zamku podczas wykopalisk archeologicznych stwierdzono istnienie już w XI wieku dużej liczby obiektów murowanych, także o charakterze rezydencjonalnym. Taką funkcję mogła pełnić tzw. sala o 24 słupach, którą określa się jako palatium. Większy zamek obronny zbudowano na przełomie XI i XII wieku w północno-wschodnim narożniku wzgórza. Było to skutkiem przeniesienia stolicy Polski do Krakowa.
Rezydencja, wzniesiona w stylu romańskim, składała się co najmniej z czworokątnej wieży obronnej przy Kurzej Stopce i budynku mieszkalnego. Oprócz tego znajdowały się w pobliżu liczne budynki sakralne. Na wschód od wąwozu, dzielącego wówczas wzgórze, Wawel okrążono pierścieniem murów i dobudowano kolejne obiekty. Zespół ten nazwano zamkiem wyższym. Na zachód od wąwozu wznosił się tzw. zamek niższy, będący osadą przygrodową. W jego wale, powstałym po 1016 roku, wzniesiono murowaną przedromańską szyję bramną w rejonie Smoczej Jamy.
Drugi murowany wjazd bramny – datowany na lata po 1016 lub po najeździe Brzetysława w 1036 roku – powstał w rejonie Baszty Senatorskiej. W pierwszej połowie XII wieku w linię obwarowań na wschodnim skraju wzgórza wawelskiego wkomponowano murowaną wieżę obronną zbudowaną na planie kwadratu i określaną od momentu odkrycia jako tzw. stołp romański. W tym samym okresie w system obwałowań od strony wschodniej w bezpośrednim sąsiedztwie starszej murowanej szyi bramnej wkomponowano drugą murowaną wieżę o formie cylindrycznej. Z opisu Jana Długosza wynika, że gród wawelski i Okół obroniły się w 1241 roku przed oblężeniem tatarskim. Ok. 1265 roku Bolesław Wstydliwy dokonał wielkiej przebudowy drewniano-ziemnych fortyfikacji grodu wawelskiego. W 1289 roku istniały już na zamku kamienne mury obronne zbudowane przypuszczalnie przez księcia Leszka Czarnego.
Pod koniec XIII wieku z inicjatywy ostatnich krakowskich książąt dzielnicowych zbudowano tak zwane palatium wczesnogotyckie. Mniej więcej na ten okres datuje się również aneks, łączący palatium z wcześniej wspomnianym romańskim stołpem, czyli wieżą ostatecznej obrony posadowioną na wałach grodu wawelskiego i datowaną na podstawie techniki wykonania murów na XII stulecie.

### Wiek XIV i XV
Na początku XIV wieku do romańskiego stołpu dostawiono pod kątem 45° tzw. Wieżę Łokietkową wzniesioną na rzucie kwadratu o boku 12,7 × 13 m (w miejscu późniejszej Wieży Duńskiej) i mniejsze budynki. Prócz tego nadal istniały jeszcze zabudowania drewniane, co się zmieniło za czasów Kazimierza III Wielkiego, który rozbudował rezydencję monarszą, aby przeznaczyć ją dla pomieszczenia aparatu państwowego, znacznie przez króla powiększonego. Przyczyną było również naśladownictwo stylu europejskiego, którego wzorem byli inni władcy tego kontynentu. Zamek składał się wówczas z kaplicy św. Marii Egipcjanki, piętrowego skrzydła z krużgankami od strony dziedzińca (przeznaczonego na mieszkania królewskie), gruntownie odnowionej Wieży Łokietkowej oraz innych, luźnie usytuowanych obiektów, tworzących pośrodku nieregularny dziedziniec zamknięty. Sklepione w stylu gotyckim wnętrza były pokryte malowidłami. Całością prac budowlanych kierował Wacław z Tenczyna. Z panowaniem Jadwigi Andegaweńskiej i Władysława II Jagiełły wiąże się dobudowanie Wieży Duńskiej i Kurzej Stopki (która odgrywała rolę sięgającego poza mury danskera, czyli średniowiecznej toalety zamkowej), a także pokrycie ścian polichromią wykonaną przez malarzy sprowadzonych z Przemyśla. W czasach panowania Władysława Jagiełły powstał zespół Bramy Dolnej składający się z dwóch bram i trzech baszt. Zbudowano także wieżę Senatorską i wieżę Sandomierską oraz przedmurze zamku górnego i fortyfikacje zamku dolnego. Zamek przetrwał w takim stanie do 1500 roku, gdy częściowo spaliła się część zamku zwana Kurzą Nogą, jednak zniszczenia nie były bardzo poważne.

### Wiek XVI

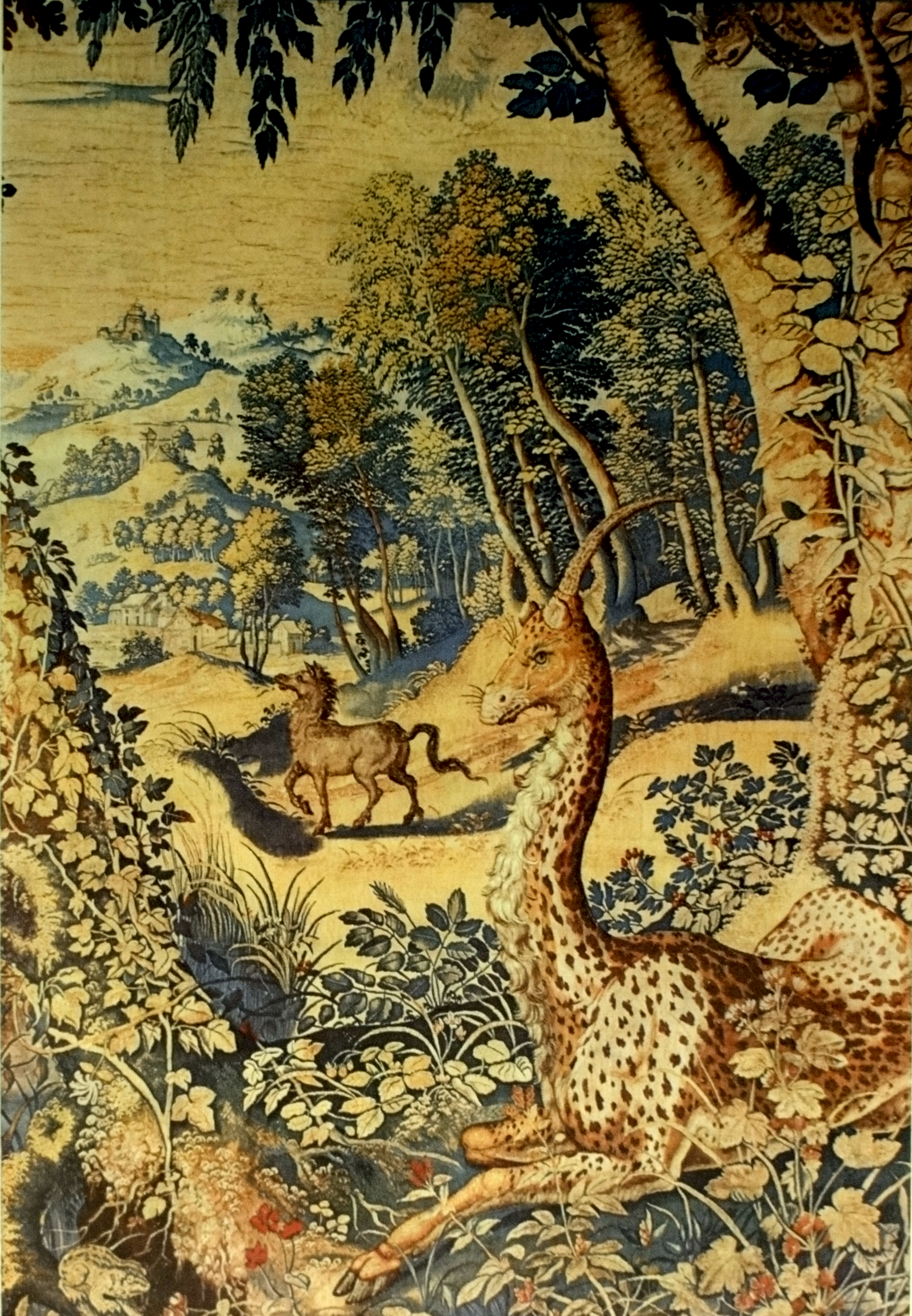
Fragment arrasu Ryś i Jednorożec utkanego w Brukseli według projektu Michiela Coxie – należy do wawelskiej kolekcji arrasów Zygmunta Augusta (ok. 1550)

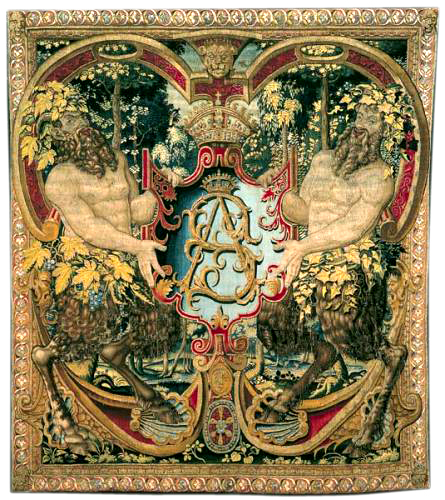
Arras z królewskimi monogramami S.A. Sigismundus Augustus (ok. 1555)

Po śmierci króla Jana Olbrachta, podupadły średniowieczny zamek postanowiono przebudować. Inicjatorem tego przedsięwzięcia był król Aleksander Jagiellończyk, który chciał, aby zamek wybudować w (nowym wówczas) stylu renesansowym. Budowę prowadził przybyły z Węgier architekt włoski – Franciszek Florentczyk, zatrudniony wcześniej przy budowie renesansowego nagrobka króla Olbrachta. Artysta przystąpił w 1504 roku do przebudowy i nadbudowy zachodniego skrzydła w rejonie bramy. W celu rozbudowy skrzydła zachodniego zburzono kaplicę Marii Egipcjanki. Przy pracach brali udział muratorzy i lapicydzi (murarze i kamieniarze), m.in. Jan z Koszyc, Włoch Ugulino, Kacper Simon z Sabinowa, Jan Włoch. W 1506 roku zmarł król Aleksander i inicjatywę dalszej rozbudowy, w dużo szerszym zakresie, podjął nowy król Zygmunt I Stary. W 1507 roku ukończono przybramne skrzydło zachodnie zwane "Pałacem Aleksandra" i następnie z inicjatywy króla rozpoczęto prace przy budowie skrzydła północnego, które wybudowano w latach 1507–1515. Wyburzono przy tym częściowo starą rezydencję Bolesława Wstydliwego zwaną "Białym Pałacem", ale zachowano starsze budynki, takie jak wieża Kurza Noga, Wieża Duńska i belwederek zwany Kurzą Stopką. Prace te finansował krakowski bankier Jan Boner, a następnie Seweryn Boner. Przy katedrze, w latach 1519–1533, powstała królewska kaplica Zygmuntowska – wzorcowe dzieło sztuki renesansowej w Polsce. Po ślubie Zygmunta I Starego z Boną Sforzą zbudowano w latach 1520–1529 skrzydło wschodnie, ale wykańczanie wnętrz trwało do 1535 roku. Z powodu śmierci Franciszka Florentczyka w 1516 roku pracami miał kierować Bartłomiej Berrecci, który, zajęty do 1526 roku wznoszeniem kaplicy Zygmuntowskiej, funkcję tę powierzył Benedyktowi z Sandomierza. Powstająca wówczas budowla miała kształt czworoboku z dziedzińcem zewnętrznym.
W 1530 r. budowę przejął Bartolomeo Berrecci, który ukończył budowę krużganek skrzydła wschodniego. Współpracowali z nim wówczas stolarze, m.in.: Jerzy z Nysy, Sebastian Tauerbach z Wrocławia, Hans Dürer z Norymbergi (brat Albrechta), Piotr Dziwak (Wunderlich), Andrzej Jungholcz z Bawarii, Jan Poznańczyk i inni. Rezydencja była ukończona w 1536 r., jednak uległa ona pożarowi w tym samym roku, w wyniku którego zniszczone zostały skrzydło wschodnie i południowa ściana kurtynowa. Do odbudowy przystąpiono w 1537 roku pod kierunkiem Bartłomieja Berrecciego, jednak po jego śmierci w tym samym roku, budowę do 1545 roku nadzorował Mikołaj Castiglione, w latach 1545–1549 zaś Mateusz Włoch. Niebawem magnaci i szlachta zaczęli wznosić podobne budynki, wzorując się na zamku.

### Wiek XVII i XVIII
W 1595 roku pożar zniszczył dachy i część najwyższych pomieszczeń skrzydła północnego i fragment górnej kondygnacji skrzydła wschodniego. Jeszcze w tym samym roku na polecenie króla Zygmunta III Wazy przystąpiono do remontu, który prowadzono do 1603 roku przy udziale głównie artystów włoskich. Prace nadzorował Giovanni Trevano, współdziałający m.in. z Ambrożym Meazi i Janem Chrzcicielem Petrinim. Przebudowano część wnętrz, nadając im wystrój wczesnego baroku rzymskiego z manierystycznymi plafonami, stiukami oraz polichromiami pędzla Tomasza Dolabelli i Kaspra Kurcza. Zbudowano marmurowe Schody Senatorskie, Salę Pod Ptakami oraz zabudowano altanę na Wieży Duńskiej. Z zewnątrz pałac wzbogacono o dwie smukłe narożne wieże: około 1603 roku powstała Wieża Zygmunta III Wazy (narożnik północno-wschodni koło belwederka), a około 1620 roku wzniesiono identyczną Wieżę Sobieskiego (narożnik północno-zachodni), które zwieńczono wysokimi hełmami. W 1606 roku król Zygmunt III Waza przeniósł się (wraz ze swoim dworem) na stałe do Zamku Królewskiego w Warszawie.
W 1649 roku na wieży Zygmunta III wybuchł pożar, który zniszczył dach. Stan rezydencji pogorszył się w czasie potopu szwedzkiego, gdy po tygodniowej obronie, zamek okupowały wojska szwedzkie w latach 1655–1657 całkowicie go rabując i znacznie uszkadzając. Częściowa restauracja odbyła się za czasów i na koszt króla Jana III Sobieskiego (w latach 1689–1692). Sobieski mianował również konserwatora obrazów wawelskich – malarza Jana Trycjusza. Największe zniszczenia zamku nastąpiły podczas III wojny północnej, gdy w 1702 roku szwedzcy żołnierze zapalili w jednej z komnat ognisko, powodując trwający tydzień pożar zamku. Zniszczył on dachy i większość pomieszczeń w skrzydle północnym aż po parter i większą część skrzydła wschodniego aż po Schody Poselskie.
Pozbawiony opieki zamek niszczał, mimo że w 1705 roku położono prowizoryczne nowe dachy. Inicjatorem uporządkowania wnętrz i założenia nowych dachów był biskup krakowski Konstanty Felicjan Szaniawski. Do działań remontowych przystąpiono w latach 1726–1730, według planów architekta Kacpra Bażanki. Kolejne prace zabezpieczające wykonano przed koronacją króla Augusta III Sasa przed jego przyjazdem w styczniu 1734 roku. W okresie konfederacji barskiej zamek uległ dewastacji podczas rosyjskiego oblężenia w 1772 roku, gdy ponad dwa miesiące bronili się na nim konfederaci, którymi dowodził Claude Gabriel de Choisy. Po tych wydarzeniach częściowy jedynie remont zamku przeprowadzono w ciągu pół roku przed przyjazdem króla Stanisława Augusta Poniatowskiego w 1787 r. według planów królewskiego architekta – Dominika Merliniego w stylu klasycystycznym. Położono nowe podłogi i naprawiono okna. Z tego okresu pochodzą trzy sale pierwszego piętra (m.in. Sala Srebrna). Zamurowano wtedy też część okien od strony dziedzińca, co uchroniło kamieniarkę przed zniszczeniem podczas austriackich przeróbek w następnym stuleciu. Przebudowano fasadę budynku bramnego wyburzając renesansową attykę, którą zastąpiono dachem dwuspadowym i szczytem z wazonami. W latach 1790–1792 wybudowano wokół wzgórza mur kleszczowy ze strzelnicami. W 1793 roku podczas Insurekcji kościuszkowskiej, po krótkiej obronie zamek został zajęty przez wojska pruskie, które następnie zrabowały wszystkie ruchomości z zamku, a w 1795 roku włamały się do skarbca i zrabowały polskie insygnia królewskie, które następnie przetopiono w Berlinie na monety. Na mocy postanowień III rozbioru Polski na Wawel w 1796 roku wkroczyły wojska austriackie.

### Wiek XIX i XX

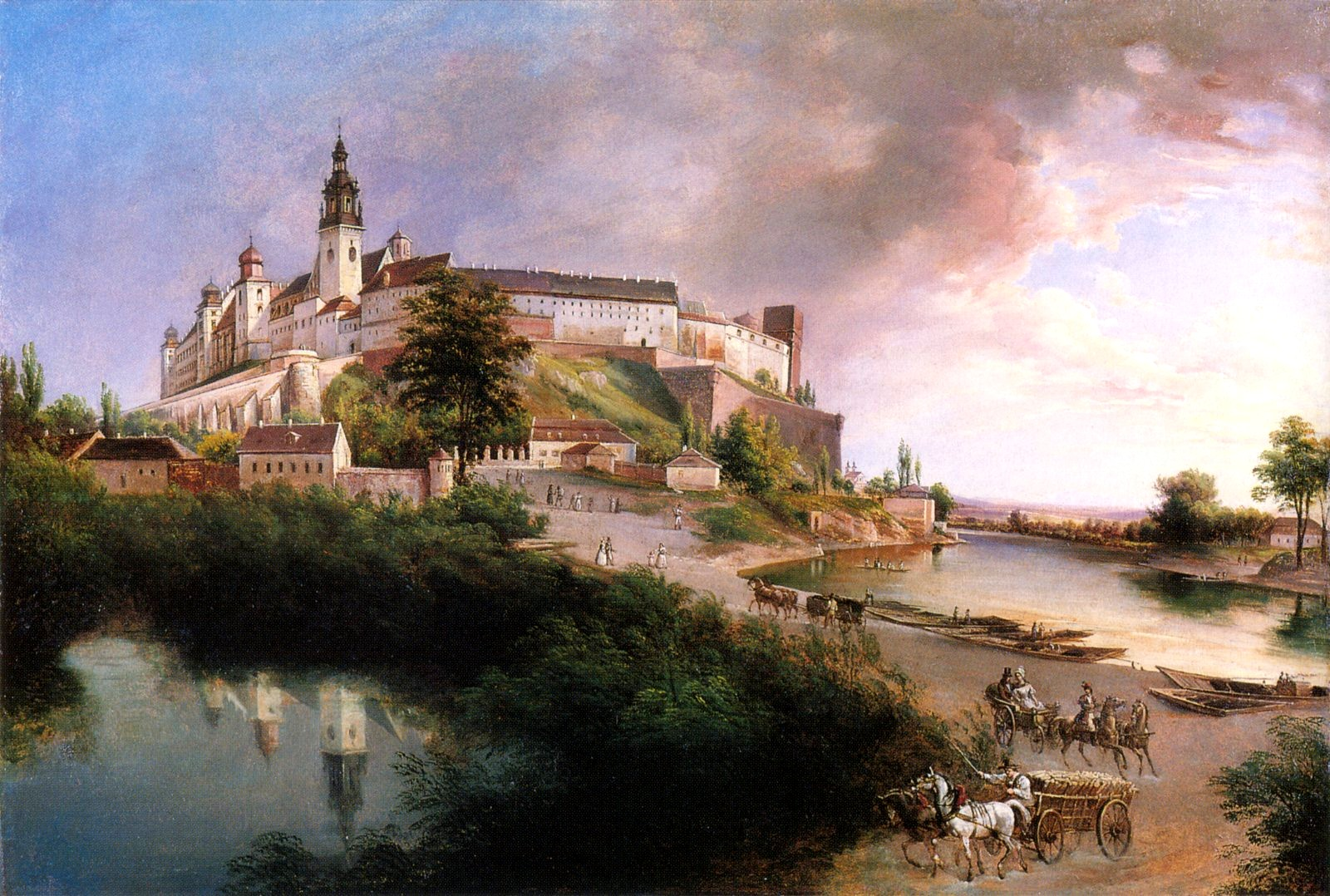
Widok Wawelu od północnego zachodu, Staw na Groblach i przystań flisaków na Wiśle naprzeciw Dębnik. Obraz Jana Nepomucena Głowackiego z ok. 1847 r.

Po utracie niepodległości przez Polskę na zamek wkroczyły wojska austriackie, niszcząc i grabiąc dawną siedzibę królewską. Rezydencję przeznaczono na koszary wojsk austriackich. Przebudową w latach 1803–1807 zajął się inżynier wojskowy Jan Markl. Przegrodzono wtedy ścianami działowymi większe sale (przez co zniszczono wiele stropów, zamurowano okna i część krużganków, których resztę zamurowano później – w okresie Wolnego Miasta Krakowa w latach 1821–1823), obniżono dachy. W latach 1815–1846 na polecenie Senatu Wolnego Miasta Krakowa na zamku dolnym wyburzono tzw. "miasteczko wawelskie" składające się z kilkunastu budynków, mających często genezę średniowieczną. W 1846 roku zamek ponownie zajęły wojska austriackie. W latach 1850–1852 zbudowano nowy obwód umocnień, a po 1854 roku Austriacy zbudowali na zamku dolnym kompleks budynków szpitalnych. W latach 1854–1856 przeprowadzono roboty konserwatorskie, które nadały zamkowi częściowo neogotycki charakter, pozbawiając go renesansowych i barokowych elementów architektonicznych. W 1868 roku poeta Wincenty Pol w artykule opublikowanym w dzienniku "Czas" zaproponował, aby przywrócić zamkowi dawną okazałość i umieścić w nim muzeum, co zwiększyło starania o przeprowadzenie badań i remont obiektu. Niejednokrotnie pod koniec XIX wieku próbowano wykupić Wawel od Austriaków, jednak starania te kończyły się  niepowodzeniem. W roku 1880 Sejm Krajowy ofiarował obiekt cesarzowi Franciszkowi Józefowi I, jednak nie doprowadziło to do jakiejkolwiek zmiany. Sytuacja zmieniła się, gdy w 1903 roku władze Krakowa i Galicji za 3,5 mln koron kupiły od austriackiego wojska obiekty garnizonowe znajdujące się na Wawelu. Niebawem przystąpiono do prac remontowych według planów architekta Tomasza Prylińskiego. Po opuszczeniu wojsk austriackich w latach 1905–1911 pracami restauracyjnymi kierowali kolejno architekci: Zygmunt Hendel (1905–1914), który dokonał restauracji dziedzińca arkadowego i wymienił dachy, Ignacy Sowiński (1914–1916), Karol Skawiński (1916), Adolf Szyszko-Bohusz (1916–1939 i 1945–1946), Bohdan Guerquin (1946–1947), Witold Minkiewicz (1947–1951), Alfred Majewski (1951–1983) oraz Przemysław Szafer (1984–1985). W 1920 r. zamek uznano za Gmach Rzeczypospolitej, a w 1930 r. utworzono tu placówkę muzealną. W 1921 r. wzniesiono od północy bramę zw. Herbową i loggię widokową. W okresie dwudziestolecia międzywojennego okresowo przebywał na Wawelu prezydent RP Ignacy Mościcki, gdyż wówczas Wawel pełnił rezydencję głowy państwa.  
W czasie okupacji niemieckiej (1939–1945) rezydencja odgrywała rolę biura oraz mieszkania generalnego gubernatora Hansa Franka. We wnętrzach dokonano wielu przeróbek, a budynki dawnych kuchni i wozowni, będących już wtedy praktycznie ruinami połączono, tworząc jeden, nowy i okazały obiekt, tzw. Kuchnie Królewskie (1940–1943), w pełni zamykający dziedziniec wewnętrzny. Zbudowano wtedy także Bramę Bernardyńską w miejscu znacznie skromniejszej w wyrazie bramy z okresu zaborów. W czasie okupacji Niemcy masowo kradli dzieła sztuki z Wawelu i z całego Krakowa. Po II wojnie światowej przystąpiono do konserwacji wnętrz, przywracając im renesansowy i barokowy oraz (w części) klasycystyczny wygląd, wyposażając je w zakupione lub nabyte od ofiarodawców dzieła. Wśród wielu darczyńców znaleźli się: rodzina Konczakowskich z Cieszyna, Tadeusz Wierzejski, Tadeusz Raabe z Warszawy, Irena Antonina z Szembeków Bobbé, Pelagia Potocka, Rzymsko-Katolickie Towarzystwo Dobroczynności w Petersburgu, Jerzy Mycielski, Leon Piniński, Antonina i Dawid Abrahamowiczowie, Jakub Potocki z Brzeżan. W 1945 roku Rada Narodowa zniosła funkcję obiektu jako rezydencji głowy państwa i w całości oddała ją na cele wystawiennicze, jako oddział Państwowych Zbiorów Sztuki na Wawelu. Część pomieszczeń parteru skrzydła północnego przeznaczono również na Archiwum Państwowe m. Krakowa. W ostatnim dziesięcioleciu XX wieku zamek poddano gruntownej renowacji, a nazwę instytucji zmieniono na Zamek Królewski na Wawelu – Państwowe Zbiory Sztuki. Karolina Lanckorońska (historyk sztuki) przekazała w 2000 r. muzeum kolekcję obrazów od XIV–XVI w., ceramikę oraz listy Jacka Malczewskiego do Karola Lanckorońskiego.

### Malarstwo w Zamku Królewskim na Wawelu

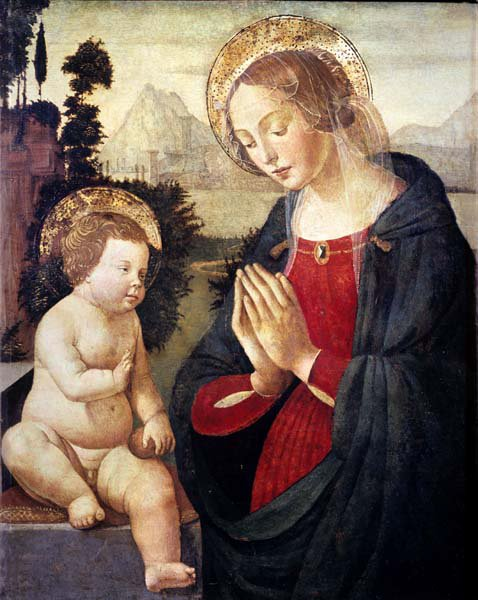
Domenico Ghirlandaio, Adoracja Dzieciątka, ok. 1490
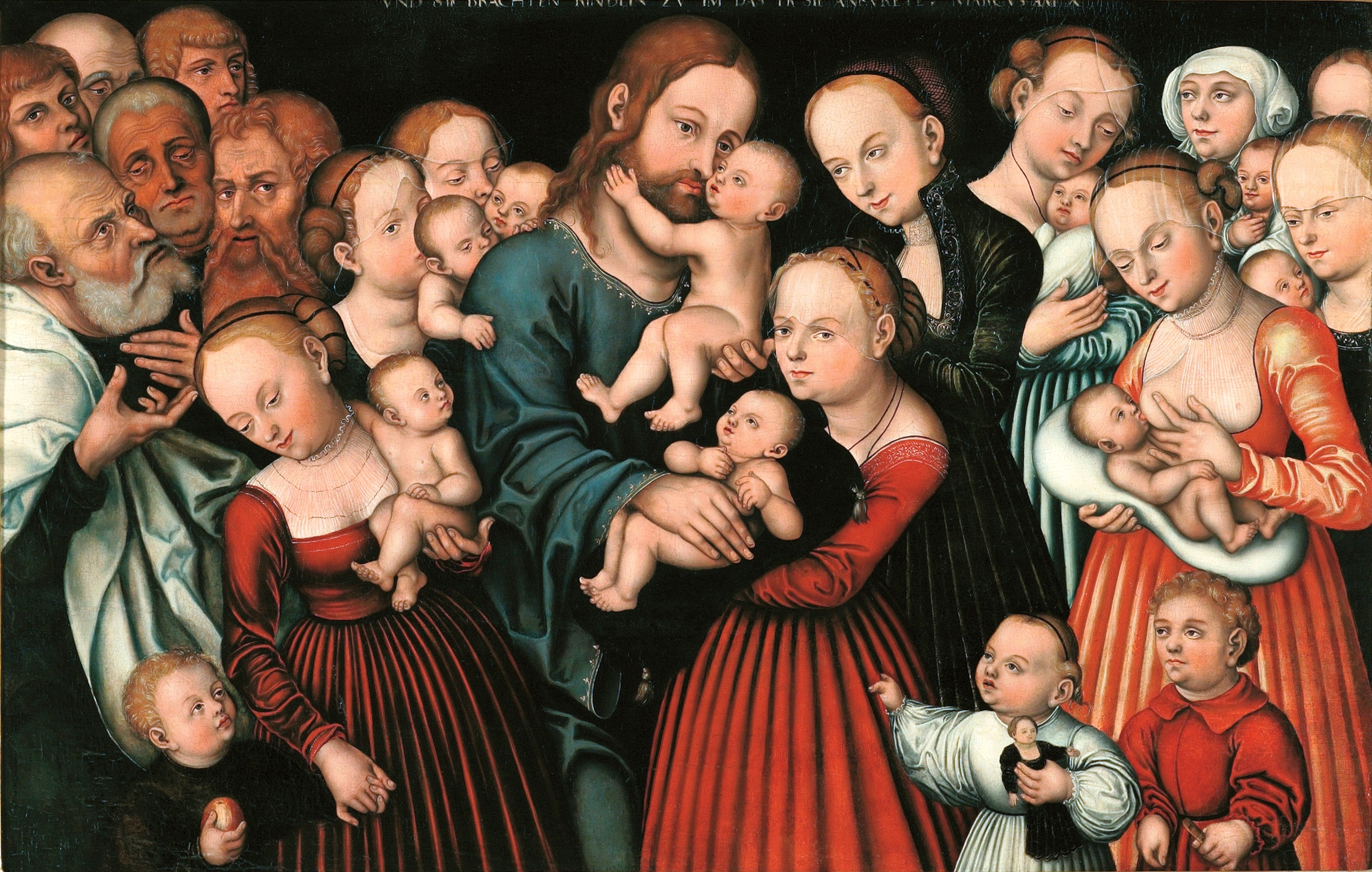
Lucas Cranach starszy, Chrystus błogosławiący dzieci, (1537)
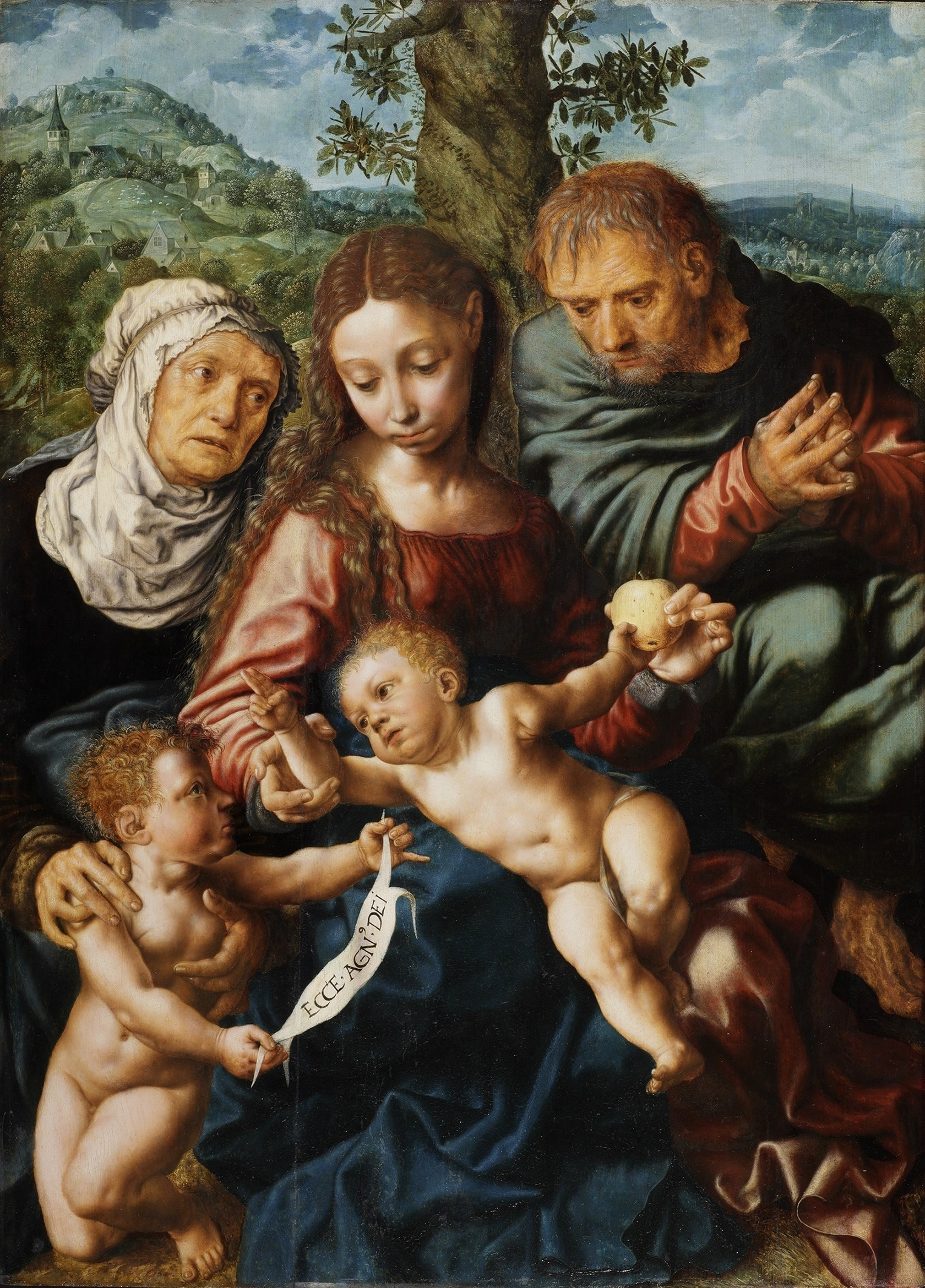
Jan Sanders van Hemessen, Św. Rodzina (po 1540)
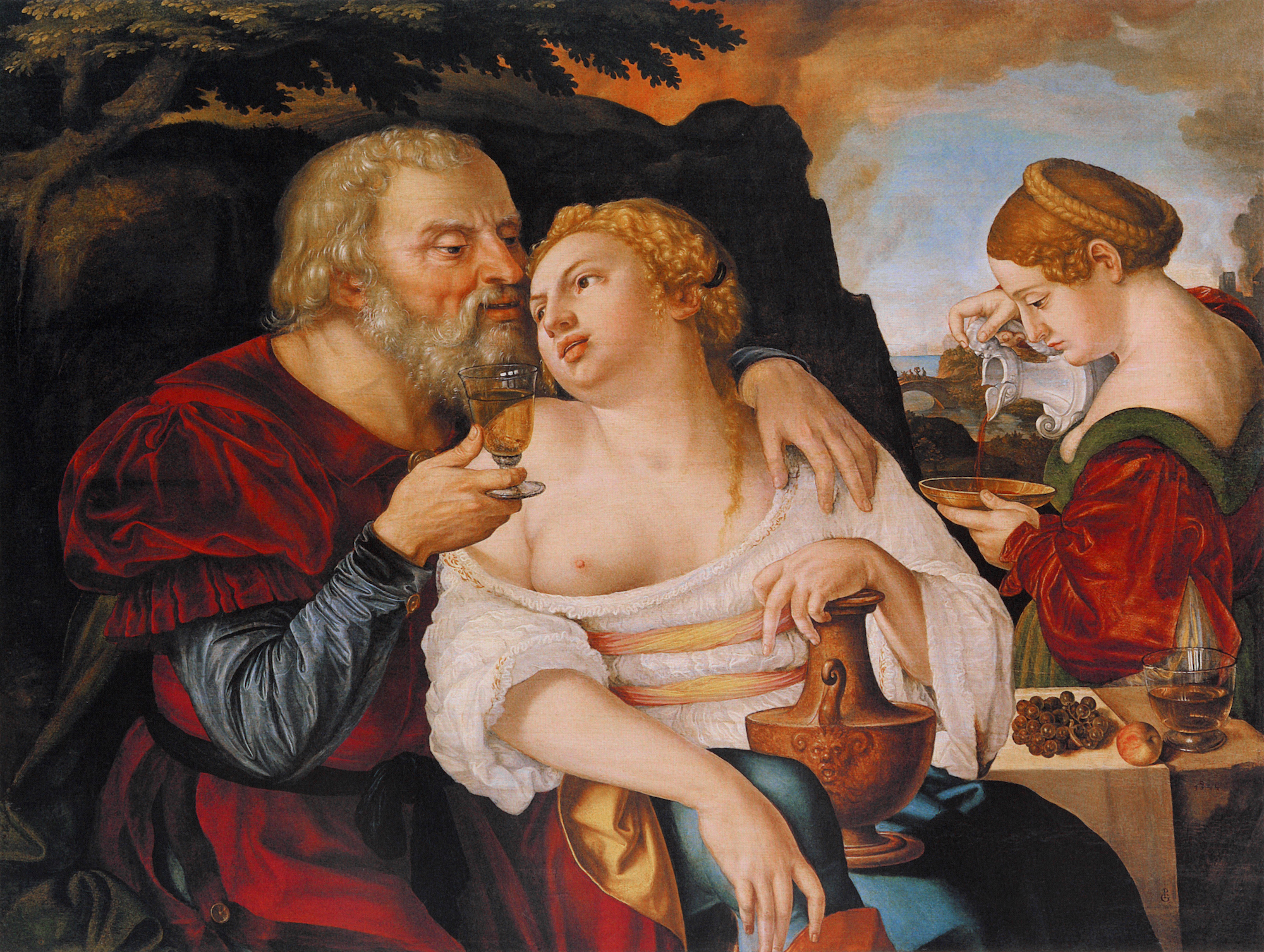
Georg Pencz, Lot i jego córki, (1544)
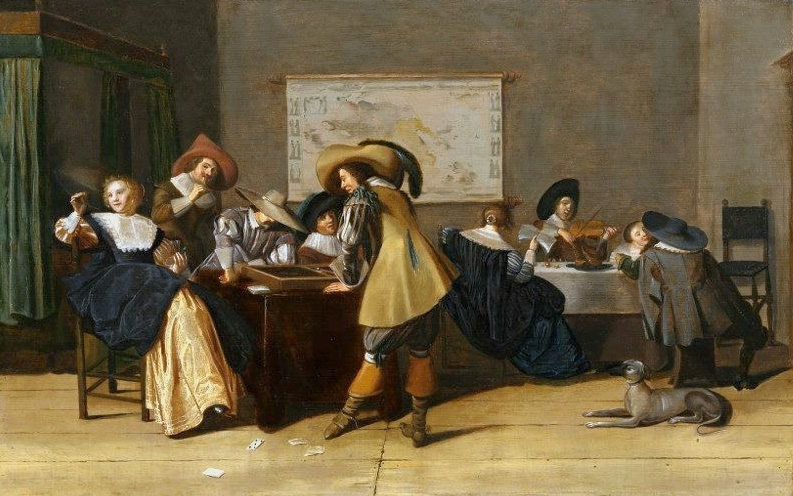
Dirck Hals, Gra w trick-tracka (poł. XVII w.)
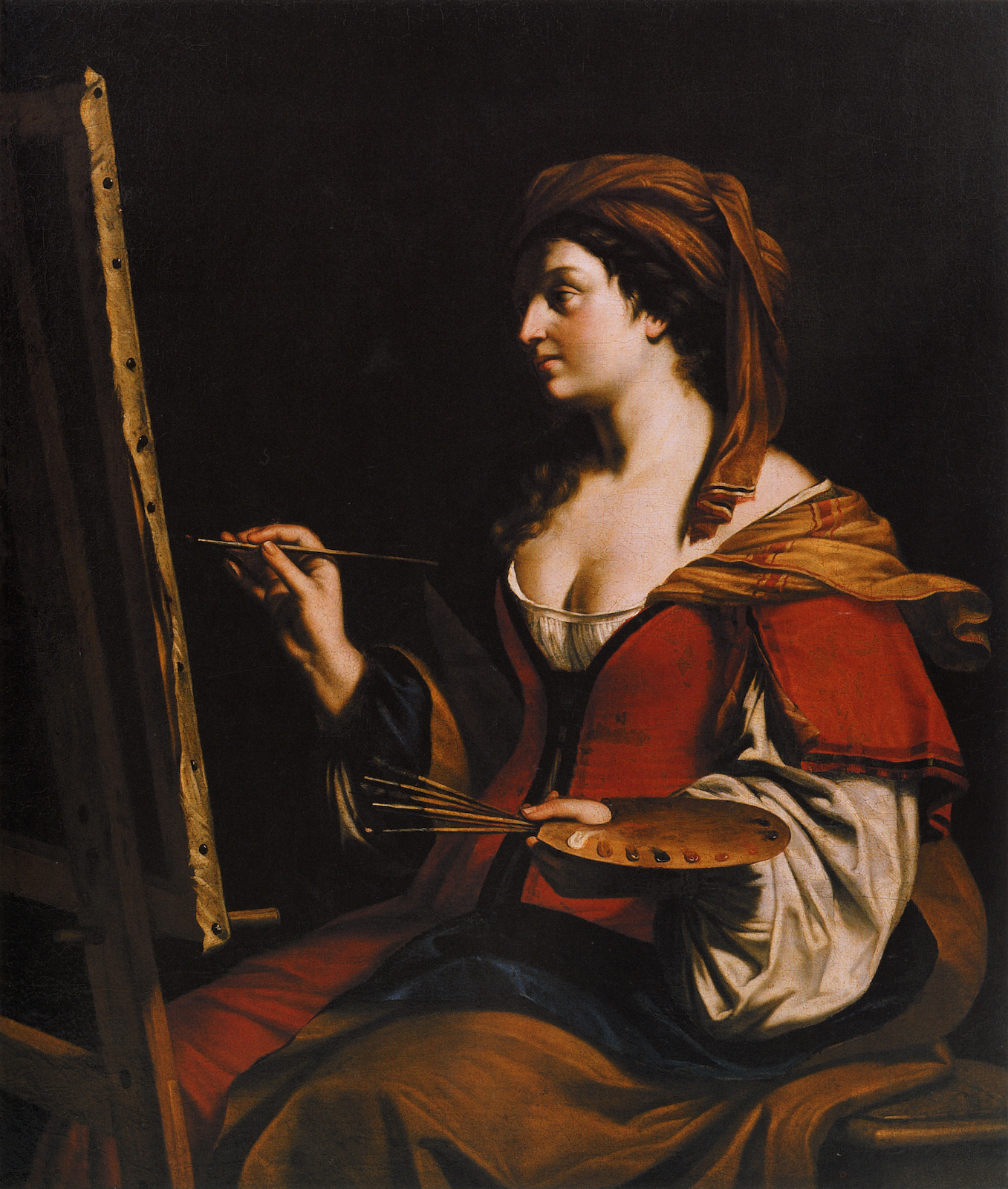
Guercino, Alegoria malarstwa (II poł. XVII w.)
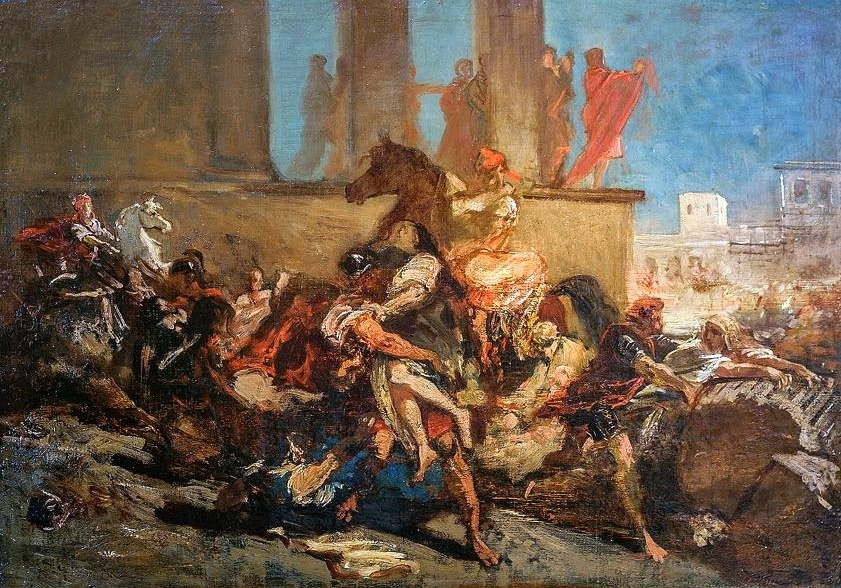
Eugène Delacroix, Porwanie Sabinek (poł. XIX w.)
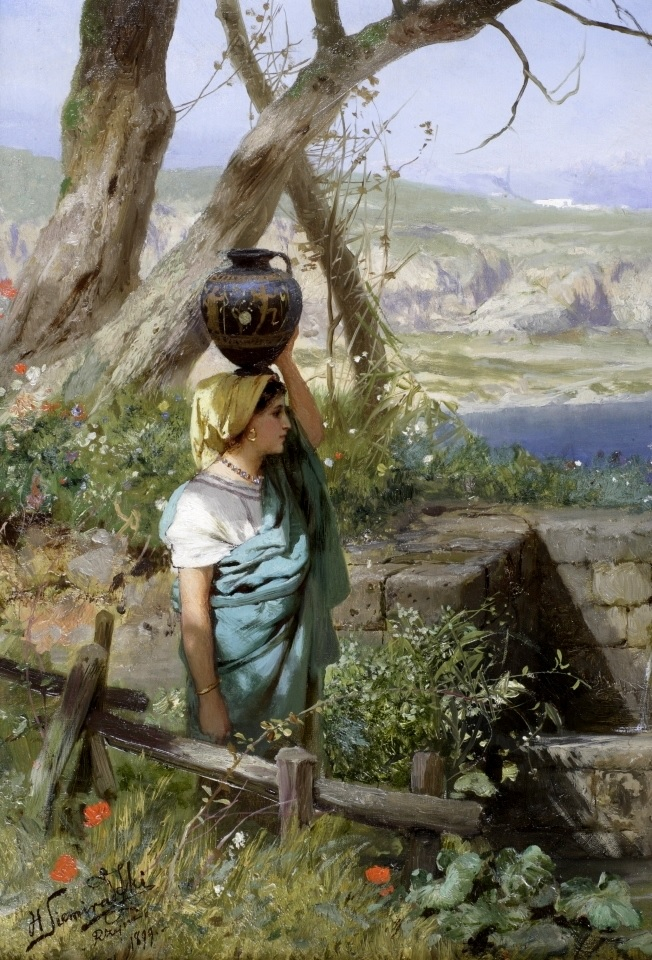
Henryk Siemiradzki, Nad źródłem (1899)

### Zbiory Lanckorońskich

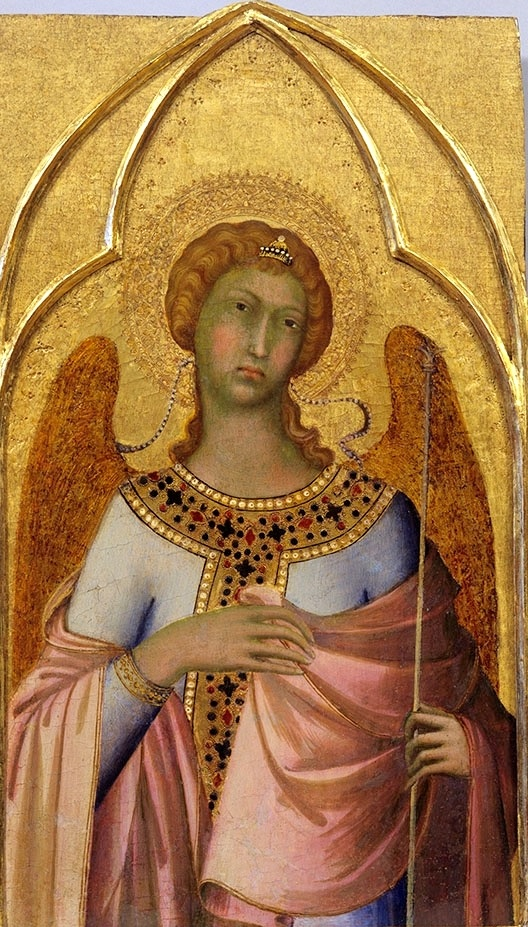
Simone Martini, Anioł (ok. 1315)
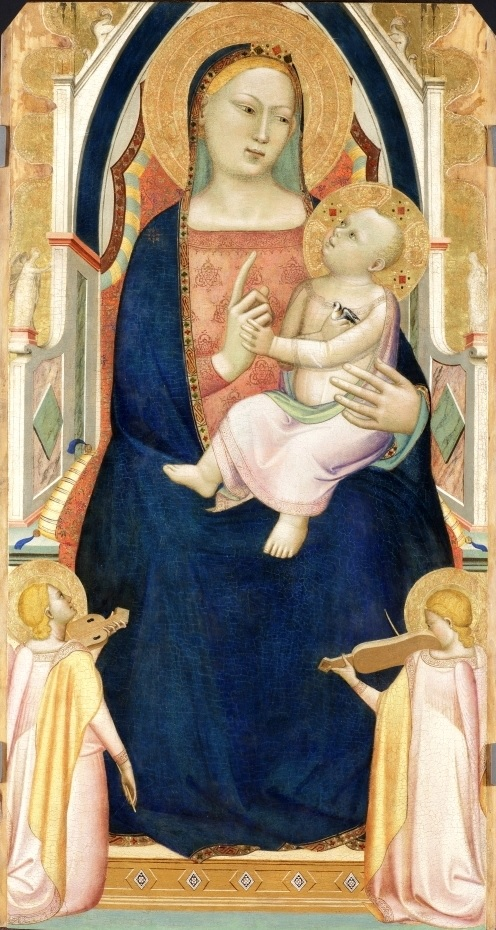
Bernardo Daddi, Madonna z Dzieciątkiem, (1340)
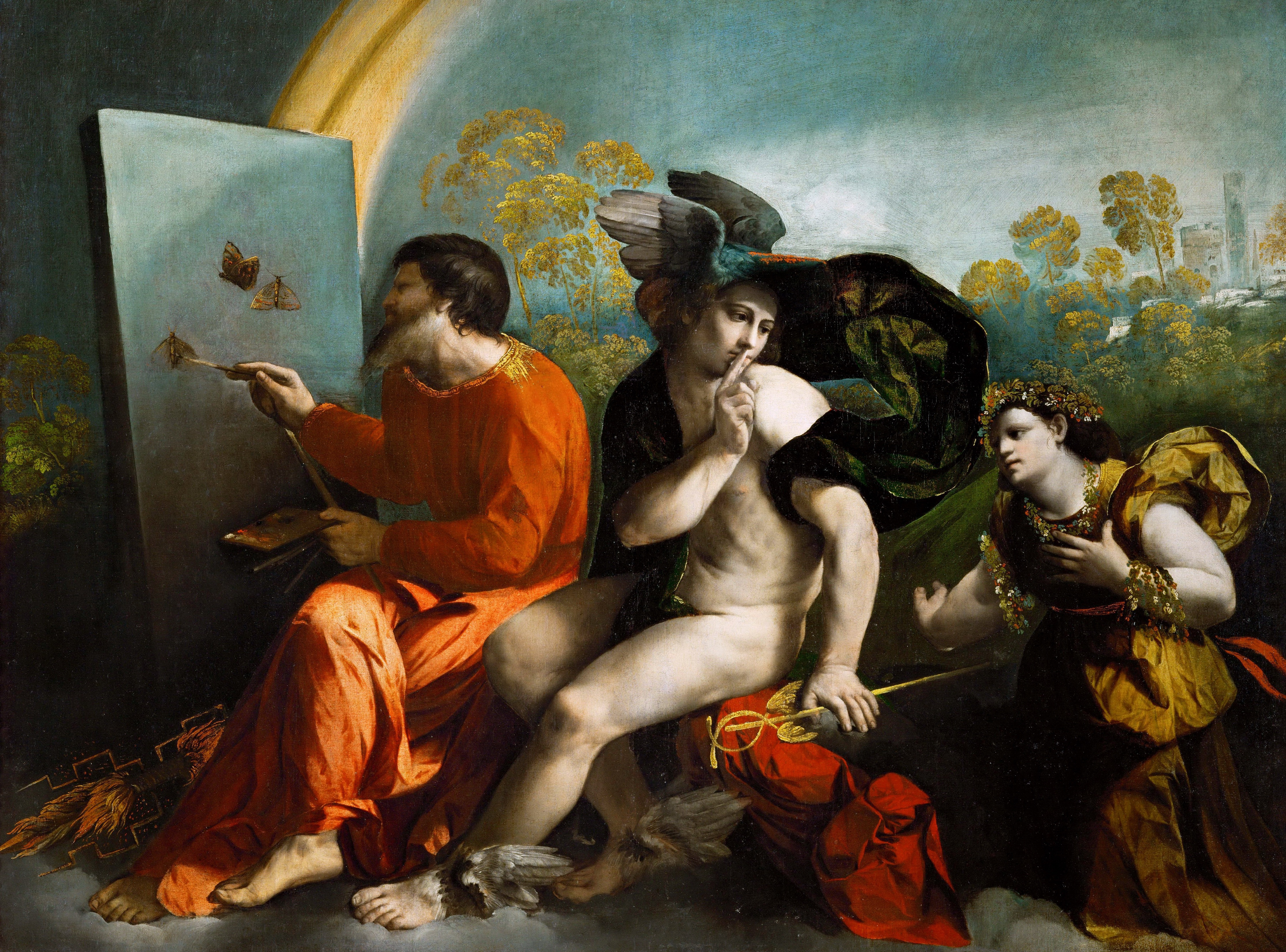
Dosso Dossi, Jowisz, Merkury i Cnota, (1524)
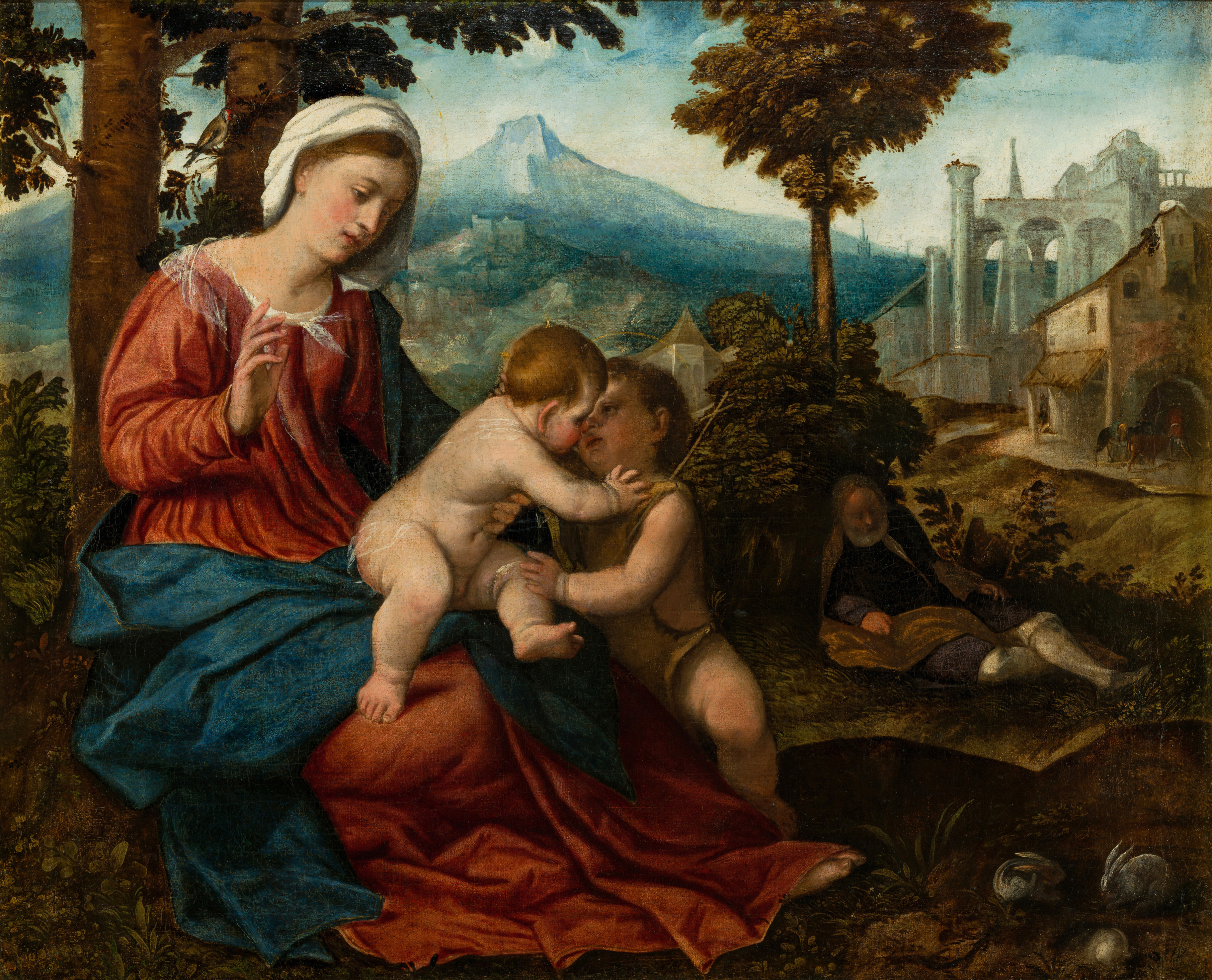
Bonifacio Veronese, Św. Rodzina ze św. Janem Chrzcicielem (poł. XVI w.)
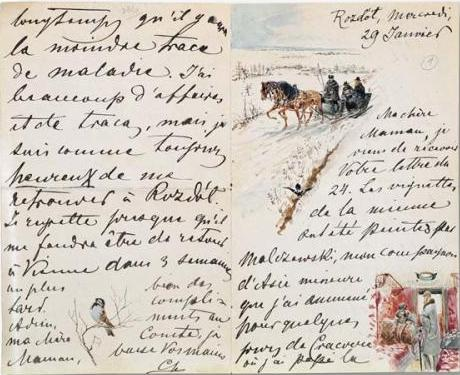
Karol Lanckoroński, list do matki, (1890)

## Wygląd

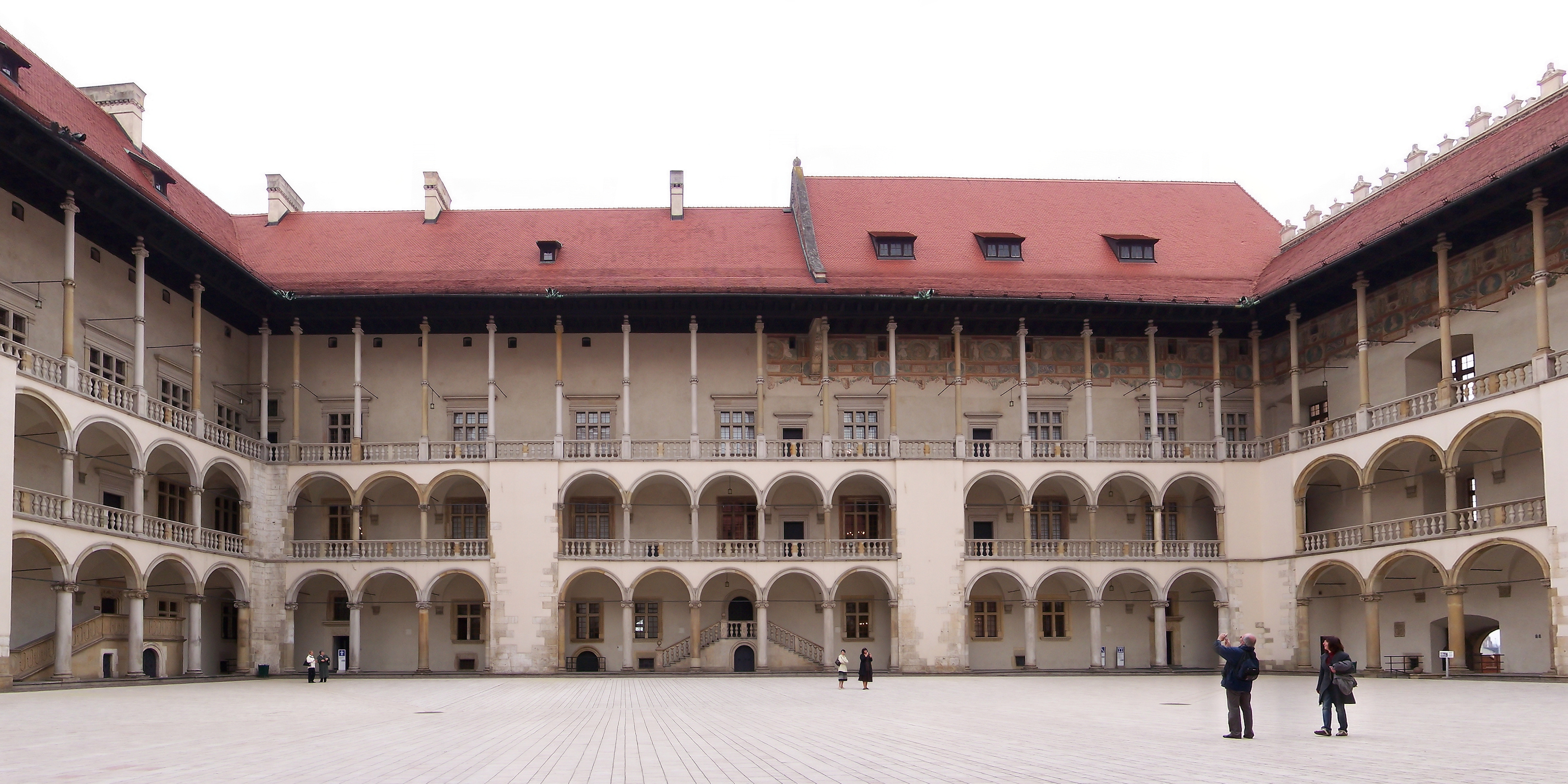
Dziedziniec zamkowy

Zamek jest dwupiętrową budowlą z trzema skrzydłami (z pomieszczeniami) oraz jednym parawanowym (od południa). Jego szata zewnętrzna, jak i wnętrza mają charakter renesansowy, barokowy, a także częściowo klasycystyczny. Posiada dziedziniec z krużgankami arkadowymi, bramę wjazdową i pięć wież mieszkalnych.

### Z zewnątrz

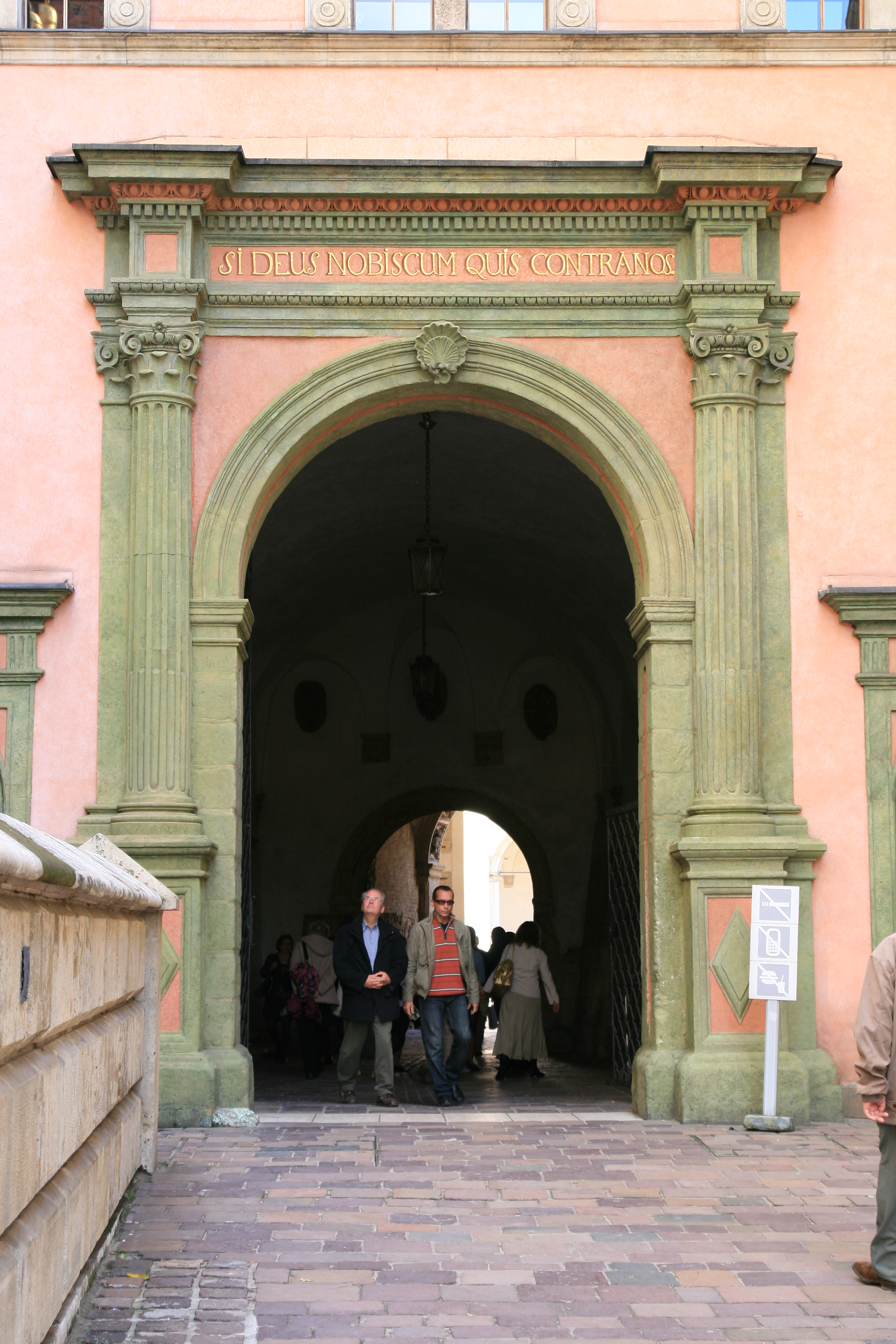
Brama wjazdowa Bartłomieja Berrecciego

W narożu skrzydeł zachodniego i północnego znajduje się Wieża Sobieskiego. Od skrzydła zachodniego odchodzi dwupiętrowa brama Berrecciego. Prowadzi ona na dziedziniec wewnętrzny, zamknięty od czterech stron skrzydłami zamku i od piątej budynkiem, powstałym z połączenia dawnych kuchni królewskich oraz wozowni w okresie okupacji hitlerowskiej. Nawierzchnia pokryta jest kostkami brukowymi oraz wapiennymi. Krużganki, okrążające dziedziniec od strony skrzydeł zamkowych, podtrzymywane są na kolumnach zamkniętymi arkadami, z wyjątkiem II piętra, gdzie kolumny są dwa razy większe, zakończone dzbankami podtrzymującymi więźbę dachu, a w połowie przewiązane podwiązką. Okna i drzwi są ujęte kamiennymi zdobieniami. W narożniku północno-wschodnim znajduje się tzw. Wieża Zygmunta III. Przy północnej części skrzydła wschodniego wznosi się Wieża Duńska, będąca gotycką pozostałością zamku. Gotyckimi elementami rezydencji są również Kurza Stopka, znajdująca się pomiędzy wieżami Duńską i Zygmunta III i będąca podporą dla wschodniego skrzydła, a także wieża zw. Jordanką, która wtapia się ukośnie we wschodnią część budynku. Do obiektu przylegają również Ogrody Królewskie od stron południowej (od której znajduje się główne wejście do nich), północnej i wschodniej. Dzieli się na ogród królowej i ogród króla, obecnie odtwarzany. Znajdowały się w nim wiele pawilonów oraz droga do łaźni króla, która wznosiła się poza murami wzgórza. Zamek łączy się z katedrą wawelską dziedzińcem zw. Batorego oraz przejściem, wybudowanym w obrębie dziedzińca. Dawniej znajdowała się tu także łaźnia królowej (po której pozostała wanna), kaplica św. Marii Egipcjanki. W podziemiu są relikty kościoła św. Gereona.

### Wnętrza

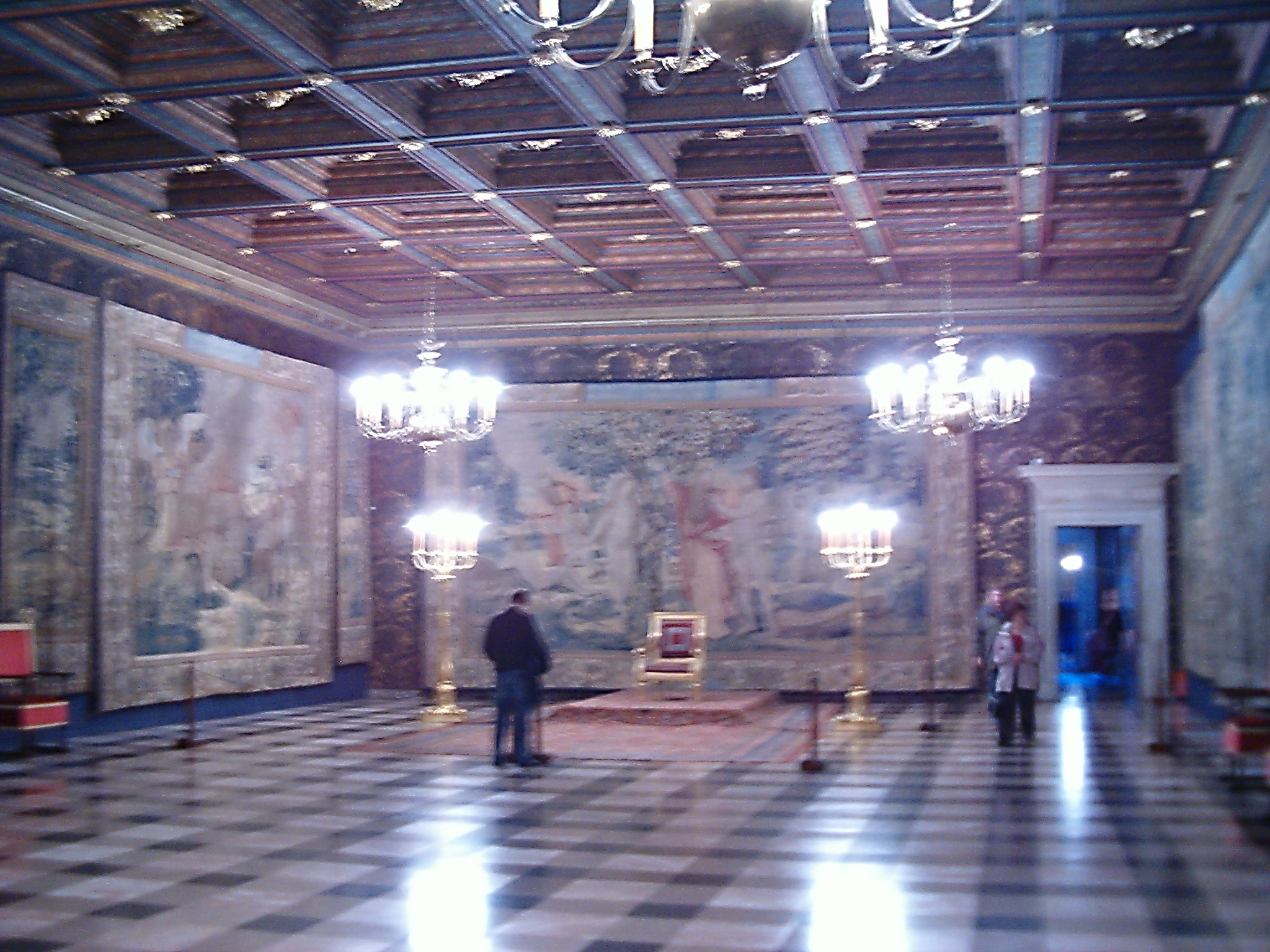
Sala Senatorska

W rezydencji znajduje się 71 sal wystawowych, zgrupowanych w pięciu ekspozycjach stałych oraz dwie reprezentacyjne klatki schodowe: Senatorska i Poselska. Większość sal urządzona jest w stylach renesansowym oraz barokowym (np. Sala pod Orłem), są jednak sale przebudowane w stylu klasycystycznym (np. Sala Kolumnowa) i z okresu dwudziestolecia międzywojennego (apartament Mościckiego). Prócz tego kilka gotyckich sal – przyziemie dawnej Wieży Łokietkowej, obecnie Skarbiec Koronny. Przy urządzaniu wnętrz nie opierano się na ich historycznym wyglądzie z powodu braku dostatecznej ilości materiałów. Drzwi pochodzą z okresu międzywojennego, jak i większość posadzek oraz żyrandoli, a część portali, stropów oraz fryzów jest rekonstrukcją.

#### Dawniej

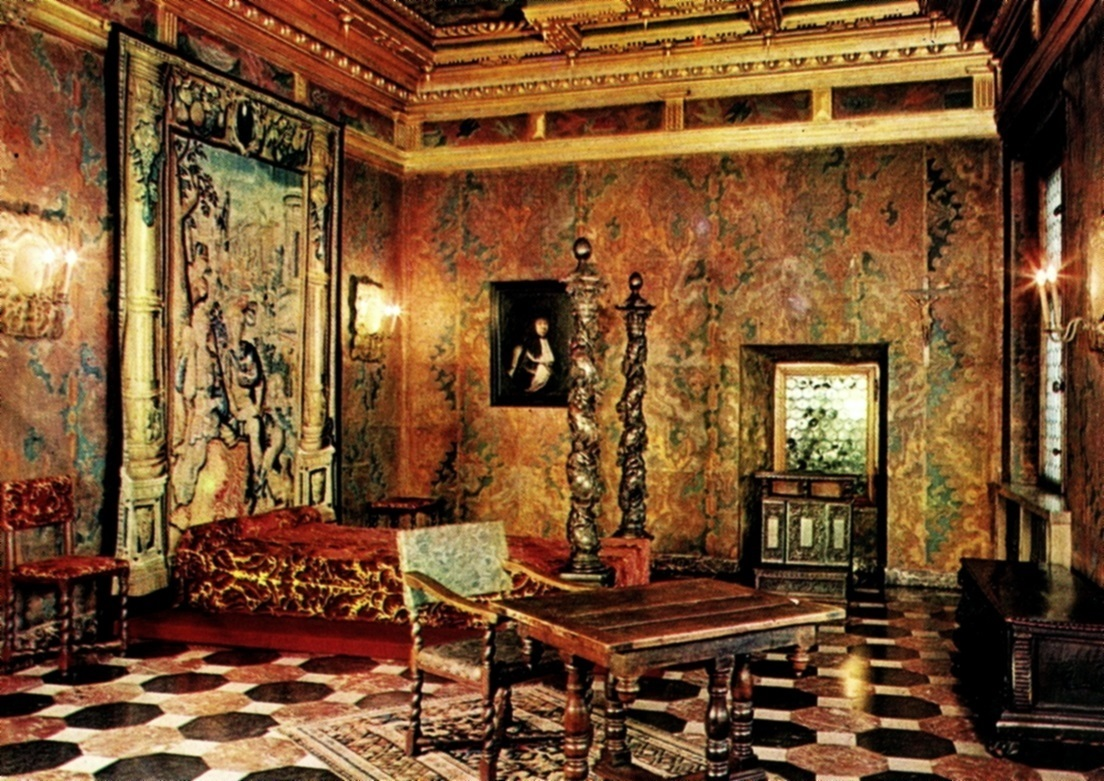
Sypialnia Wazów na Wawelu

W końcu XIV wieku sypialnia królewska była zdobiona malowidłami ruskich malarzy z Przemyśla. Wisiały tam również haftowane makaty. Z gotyckiego wyposażenia nic do dzisiaj nie przetrwało, a o innych pomieszczeniach niewiele wiadomo. Z zachowanych gotyckich pomieszczeń są obecnie sale parteru w północno-wschodnim narożniku (obręb dawnych wież Łokietkowej i Duńskiej), czyli w Skarbcu Koronnym. W jednej z jego sal (Sala Kazimierza Wielkiego) zachował się mały fragment polichromii XIV-wiecznej. W okresie renesansu pomieszczenia parterowe użytkowane były na cele służebno-usługowe: kancelarie, izby sądowe, komnaty rycerskie, zbrojownie, skarbiec koronny, poczekalnie, składy itp. Na I piętrze mieściły się prywatne apartamenty królewskie oraz pokoje mieszkalne dworu i świty. Komnaty II piętra (tzw. piano nobile) pełniły funkcje reprezentacyjne. Tak więc wnętrza na parterze były urządzone skromniej, niż pomieszczenia I i II piętra, które nakryto modrzewiowymi stropami belkowymi oraz kasetonowymi ze złoconymi rozetami lub rzeźbionymi głowami. Odbywały się tam przyjęcia posłów, zabawy, narady, uczty itp. Pod stropami malowane były fryzy (zw. także krańcami), a niżej wieszano arrasy, makaty i obrazy. Drzwi ujęto w polichromowane portale, a kolejne pomieszczenia ogrzewały barwne piece kaflowe. Ponadto sale wyposażone były w meble i naczynia fajansowe. Komnaty oświetlały świeczniki, przymocowane do sufitu. Partenopeus Suavius (Carmignano) – włoski poeta, przybyły z królową Boną, tak opisywał wnętrza rezydencji:

Przeszedłszy korytarz na I piętrze, stajemy przy stancjach na lewo, przybranych mnóstwem pięknych arrasów i opon. Przy drugim korytarzu jest mieszkanie króla, bogate, o ścianach obwieszonych złotogłowiem. Najwspanialsze komnaty są na piętrze II. Tu jest sala wielka, wyłożona drzewem suto rzeźbionym i złoconym. Jest przy niej pokój obwieszony arrasami z jedwabiu i złota, a za nią drugi o ścianach pokrytych brokatami; w innej sali sukno czerwone na podłodze, a na ścianie kotara ze złota, sięgająca od sufit aż do podłogi, złoty tron z kulą i baldachimem. Opodal cztery izby obok siebie, przystrojone brokatami i arrasami jedwabnymi, w dwóch były jeszcze kominy złocone i piękne drzwi drewniane w odrzwiach z kamienia. Podobnie urządzona była sala uczty koronacyjnej; tak w niej, jak w każdej z sal, gdzie goszczono biesiadników, stała wielka szafa kredensowa, na której półkach ustawione było wszystko srebro potrzebne do uczty.

W XVII wieku, po pożarze z 1595 r., sufity pokryły plafony z obrazami pędzla Tomasza Dolabelli, a ściany polichromie tegoż artysty, oraz gobeliny i liońskie jedwabie, a także perskie tkaniny. Pomieszczenia ogrzewały kominki z marmuru. Z marmuru były także portale. Wszystko to o cechach wczesnego baroku rzymskiego. Z okresu klasycystycznego pochodzą trzy sale: Kolumnowa, oraz komnaty przyległe do niej.

#### Obecnie

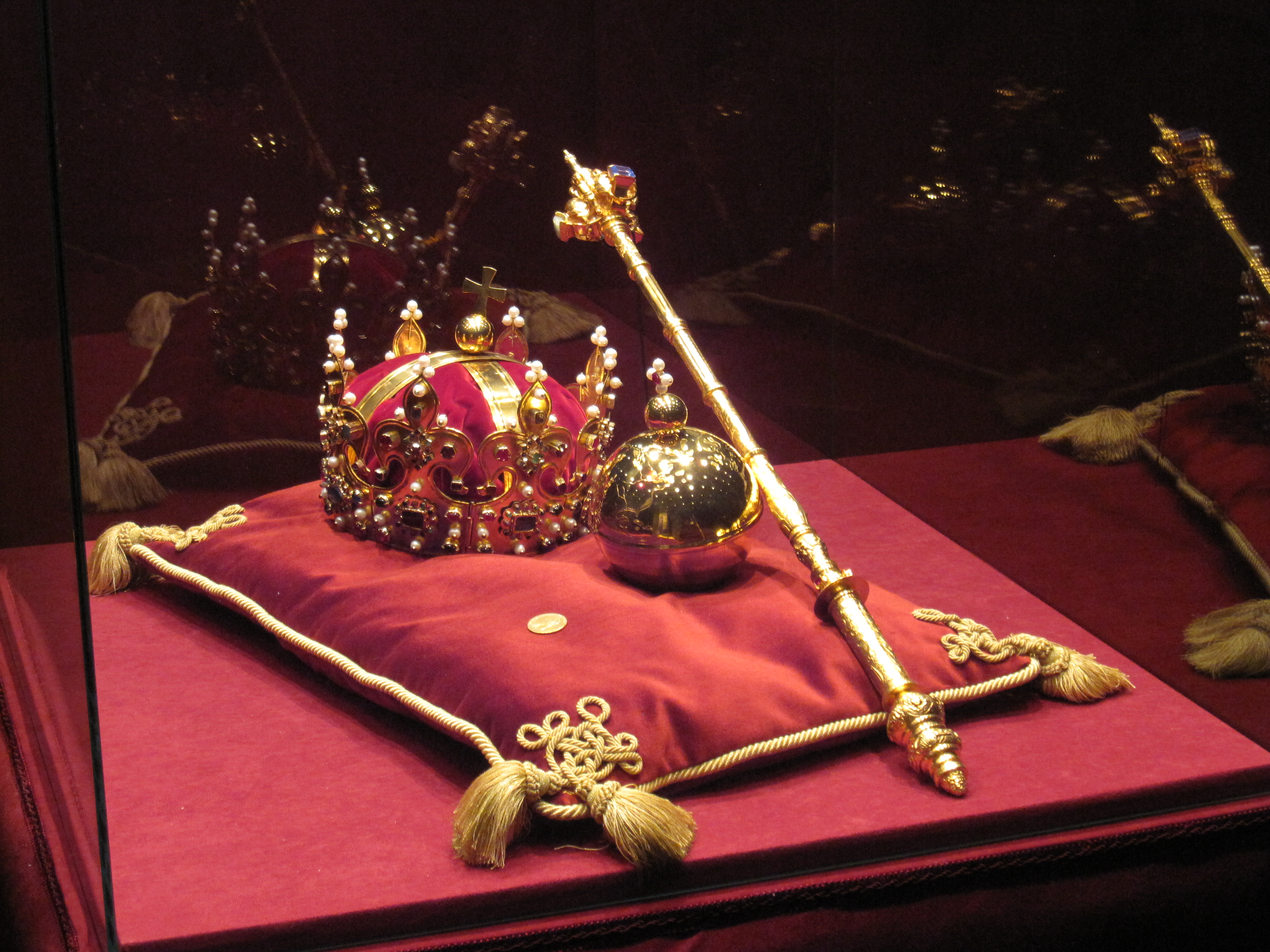
Replika polskich klejnotów koronnych, składających się z korony Bolesława I Chrobrego i berła. Kopie te zostały wykonane w latach 2001–2003.

Po opuszczeniu zamku przez wojska austriackie w 1905 r. usunięto przeróbki budowli na koszary. Zniszczone fragmenty zastąpiono nowymi (np. kapitele kolumn na dziedzińcu wewnętrznym), a z odnalezionych elementów uzupełniono zniszczone obramienia okienne i drzwiowe. W skrzydle północnym ściany wyłożono kurdybanami z zamku w Moritzburgu, zakupionymi od wiedeńskiego antykwariusza Szymona Szwarca, zaś sufity pokryto nowymi plafonami, wzorując się na plafonach z zamku w Podhorcach oraz wstawiając obrazy współczesnych malarzy. W salach skrzydła wschodniego sufity ozdobiono nowymi stropami kasetonowymi (głównie II piętro), a fryzy uzupełniono lub namalowano nowe. W miejsca niezachowanych renesansowych pieców kaflowych wstawiono XVIII-wieczne piece z zamku w Wiśniowcu na Wołyniu. Na dodatek jeszcze pod koniec XIX wieku, w związku z przekazaniem budynku cesarzowi Franciszkowi Józefowi I, Jan Matejko przekazał do rezydencji w 1882 r. obraz Hołd pruski. Gromadzenie eksponatów muzealnych odbywało się drogą darów, zakupów i depozytów, co trwa do dziś. Zbiory uporządkowano według planów opracowanych przez dra Jerzego Szablowskiego, przy współpracy Adama Młodzianowskiego.

#### Ekspozycje
Spośród ośmiu stałych ekspozycji muzealnych pięć znajduje się w zamku, a szósta – ogrody królewskie, najmłodsza z wystaw (otwarta w 2005 roku), jest pewną częścią rezydencji. W samym zamku znajdują się Reprezentacyjne Komnaty Królewskie i Prywatne Apartamenty Królewskie (tworzące dawniej jedną wystawę – Wyposażenie sal i komnat), Skarbiec Koronny i Zbrojownia (dawniej osobno) oraz Sztuka Wschodu (dawniej również Wschód w zbiorach wawelskich).

##### Reprezentacyjne Komnaty Królewskie

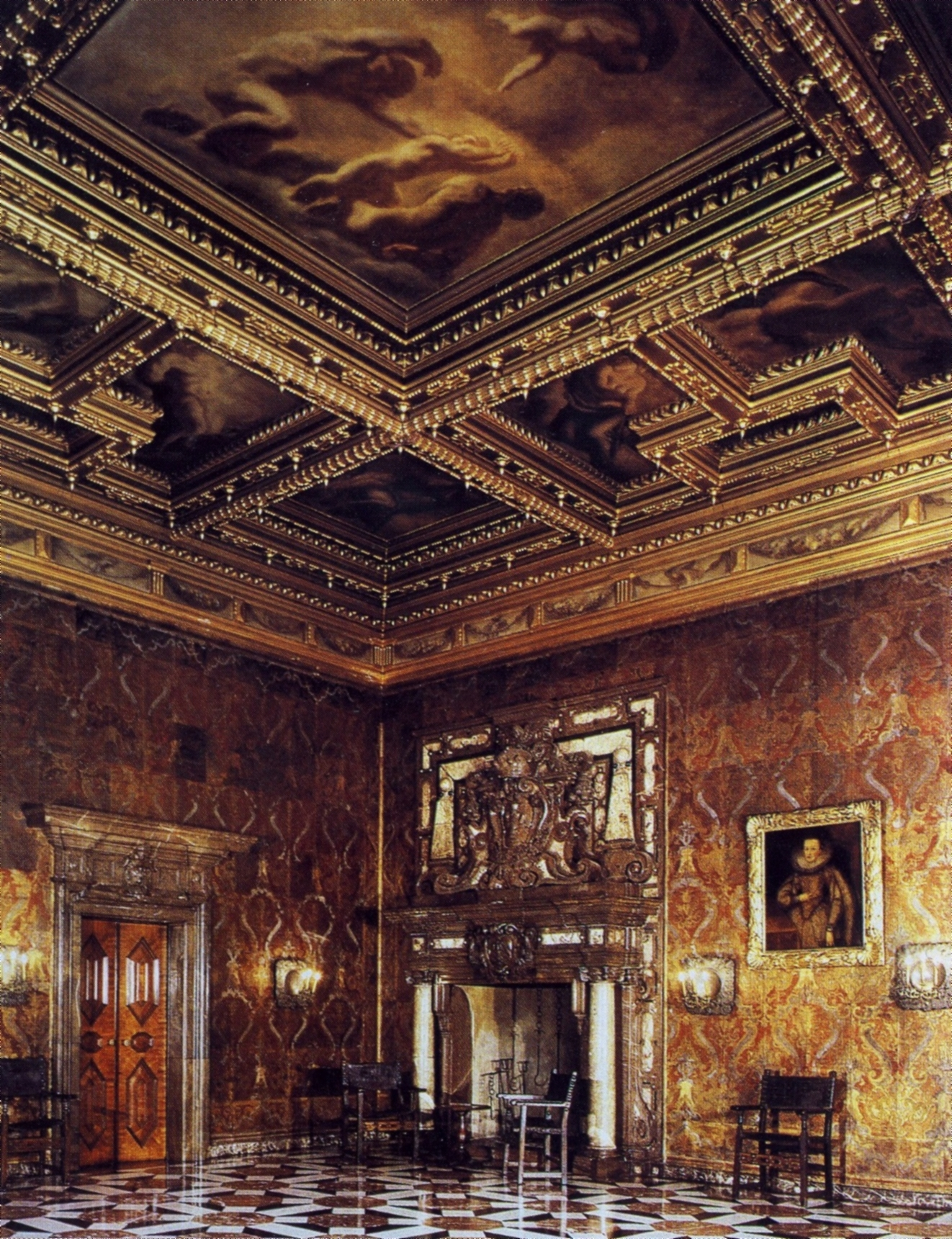
Sala Pod Ptakami (1977)

Wystawa obejmuje apartament wielkorządcy krakowskiego na parterze z dobrze zachowanymi portalami i belkowymi stropami modrzewiowymi oraz komnaty II piętra (tzw. piano nobile), pełniące funkcje reprezentacyjne, znajdujące się w skrzydłach północnym oraz wschodnim. Na wyposażeniu sal ekspozycji są zabytkowe meble, obrazy, ceramika, rzeźby oraz arrasy Zygmunta Augusta. Ściany niektórych pomieszczeń wysłane są kurdybanami z XVIII wieku, a sufity plafonami, stiukami i stropami kasetonowymi. Pod owymi stropami fryzy, zwane również krańcami. Komnaty te służyły za miejsca do przyjmowania posłów, posiedzeń senatu, uroczystości dworskich, a także bali. Wśród wielu sal znajdują się tam m.in. Sala Poselska, Turniejowa, Pod Przeglądem Wojsk, Pod Zodiakiem, Pod Planetami, Bitwy pod Orszą, Jadalnia Zygmunta III, Łożnica Królewska, Gabinet, Kaplica Królewska, Sala Pod Ptakami, Sala Pod Orłem i Sala Senatorska.

##### Prywatne Apartamenty Królewskie
Prywatne apartamenty królewskie stanowią pomieszczenia I piętra, użytkowane przez rodzinę królewską i świtę dworską jako miejsca prywatne, w których poszczególni członkowie dworu spali i spędzali pewną część dnia. Znajdują się tam m.in. apartament dla gości, apartament królewski, apartament prezydenta Mościckiego oraz sala do przetrzymywania sreber stołowych, przebudowana w XVIII w. przez Dominika Merliniego na przyjazd króla Stanisława Augusta Poniatowskiego.

##### Skarbiec Koronny

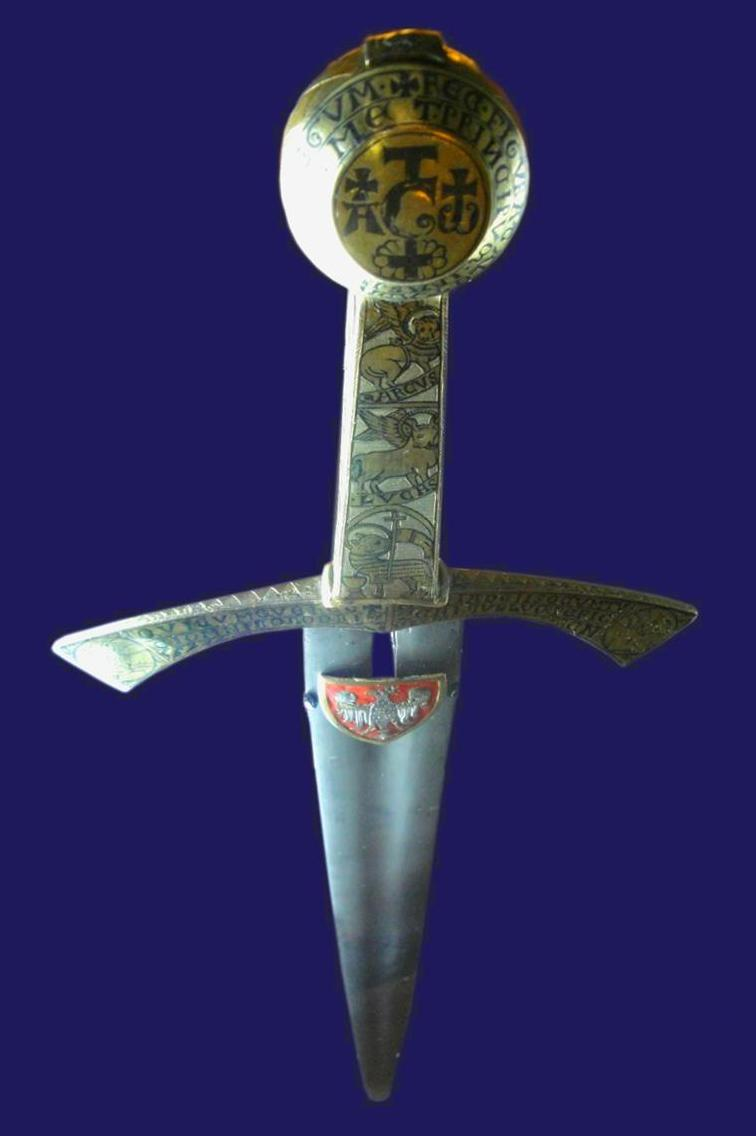
Szczerbiec – jedyne zachowane insygnium koronacyjne dynastii piastowskiej

Ekspozycja usytuowana jest w pomieszczeniach parteru zamku, w północno-wschodnim narożniku, będącym pozostałością po dawnej Wieży Łokietkowej. Zgromadzone tu przedmioty pochodzą m.in. z dawnych skarbców magnackich lub też są pozostałością po dawnym skarbcu. Spośród pięciu sal wystawowych, trzy są gotyckie (sień, Sala Jadwigi i Jagiełły oraz Sala Kazimierza Wielkiego). W skarbcu znajdują się np. pantofelki koronacyjne Zygmunta Augusta, Szczerbiec (miecz koronacyjny królów Polski), miecz Zygmunta Starego oraz jego korona grobowa, szachy i miniaturowy portrecik Zygmunta III i orzeł z zastawy króla Jana Kazimierza.

##### Zbrojownia
Wystawa, znajdująca się we wschodnim skrzydle obiektu, mieści przykłady broni palnej, białej, sprzętu ochronnego itp. Na ekspozycje przeznaczono pięć sal parteru i piwnice. Choć zbrojownia na Wawelu nigdy nie istniała (prócz kilku sal w skrzydle zachodnim, w których król trzymał prywatne uzbrojenie), postanowiono wyeksponować zbiory muzeum właśnie na takiej wystawie. Eksponaty pochodzą przeważnie z wykopalisk archeologicznych, arsenałów magnackich i szlacheckich oraz od prywatnych kolekcjonerów. Wystawę otwarto w 1963 r.

##### Sztuka Wschodu
Wielu królów polskich było miłośnikami orientaliów, które gromadzili w swoich prywatnych kolekcjach. Napływ ów dzieł zwiększył się po zwycięstwie pod Wiedniem Jana III Sobieskiego nad Turkami. Ekspozycja ta przybliża owe zamiłowania monarchów, ukazując zbiory egzotycznego tkactwa, ceramiki oraz uzbrojenia wschodniego.

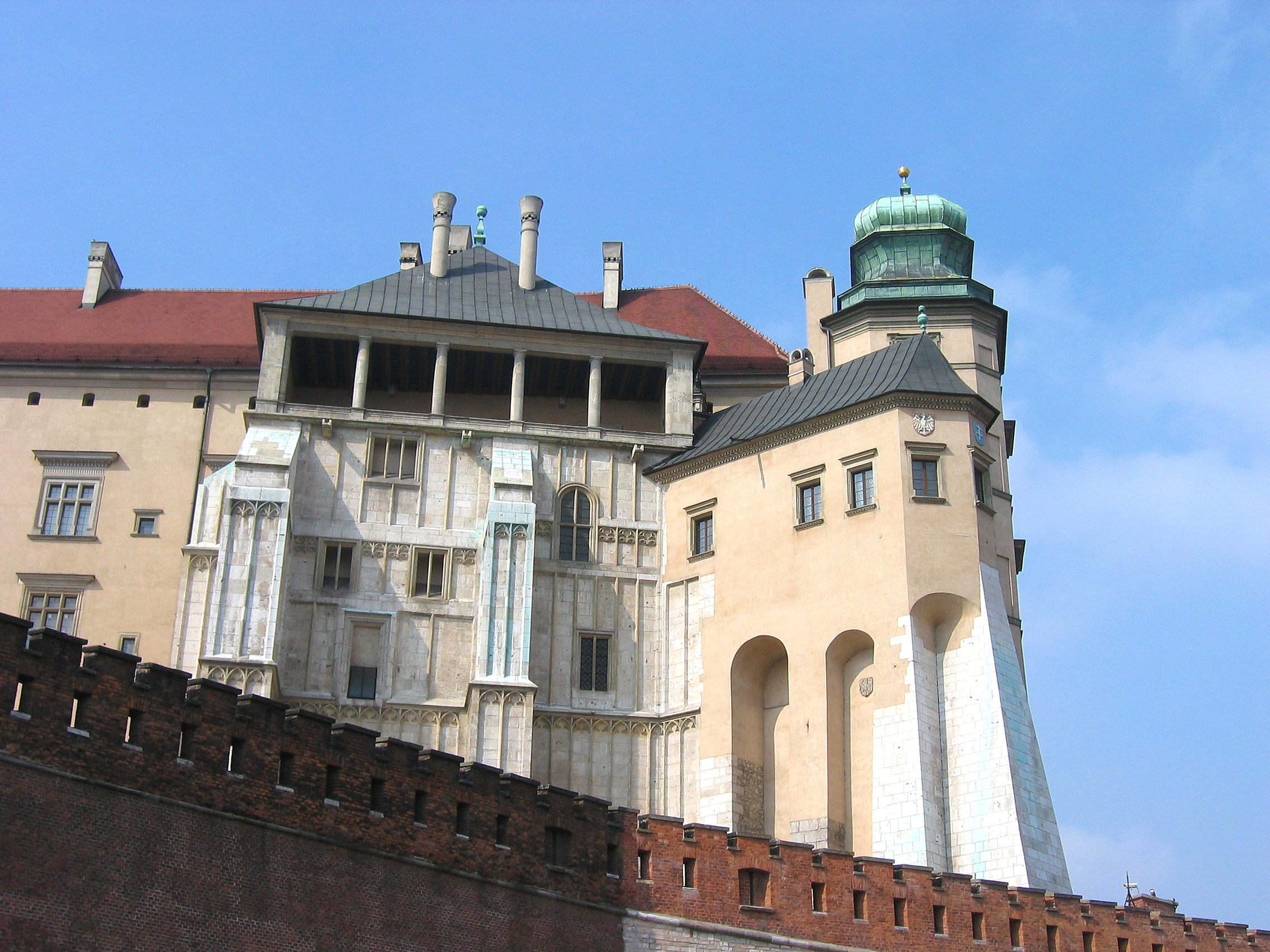
Wieża Kurza Stopka, gdzie według przekazów swoją pracownię miał Michał Sędziwój

### Ogrody Królewskie

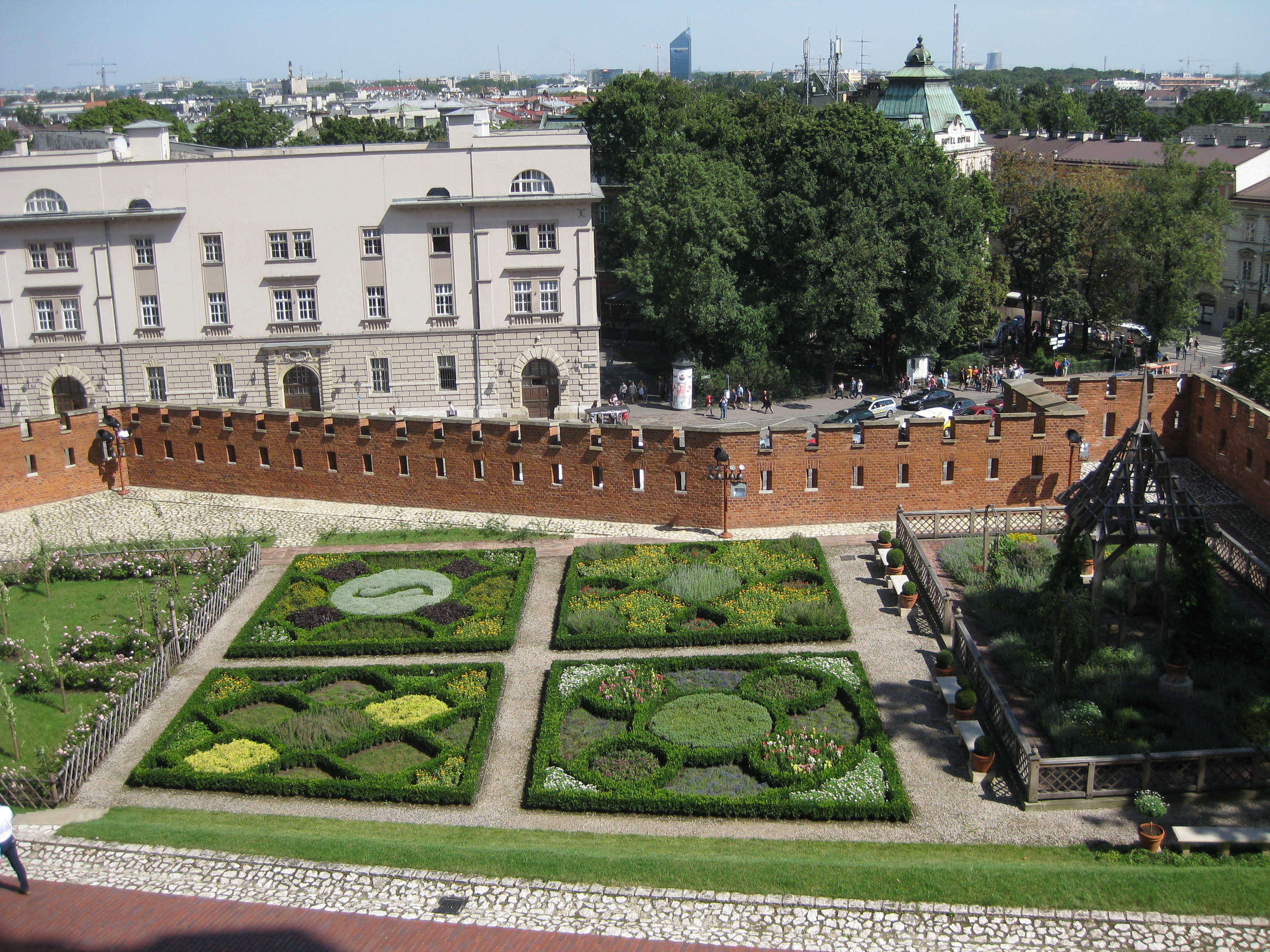
Widok dolnej części ogrodów królewskich

Najmłodsza wystawa najstarszych ogrodów odkrytych w Polsce pokazuje ogrodnictwo okresu renesansu. Znalezione ścieżki ceglane pozwoliły na odtworzenie tarasu górnego, zw. ogrodem królowej, w którym hodowano zioła oraz róże. Kolejne prace archeologiczne ukażą niebawem kolejne partie tegoż ogrodu, w którym, według ówczesnych świadków, znajdowało się kilka pawilonów: altana, zwana Rajem, ptaszarnia oraz winnica. Przebiegała tamtędy również droga do łaźni króla, znajdujących się poza murami wzgórza.

## Opis techniczny

### Bilans powierzchni[25]
- Powierzchnia działki: 40 000 m²
- Powierzchnia zabudowy: 13 500 m²
- Powierzchnia utwardzona: 15 000 m²
- Powierzchnia zieleni: 11 500 m²

Zamek został wzniesiony na obszarze o powierzchni 56 973 m² i jest pod względem wielkości zajmowanego terenu drugim (po zamku w Malborku) tego typu obiektem w Polsce. 